# 18. Jahrhundert
Portal Geschichte | Portal Biografien | Aktuelle Ereignisse | Jahreskalender | Tagesartikel

◄ |
16. Jh. |
17. Jh. |
18. Jahrhundert
| 19. Jh.
| 20. Jh.
| ►

1700er |
1710er |
1720er |
1730er |
1740er |
1750er |
1760er |
1770er |
1780er |
1790er
Das 18. Jahrhundert begann am 1. Januar 1701 und endete am 31. Dezember 1800. Die Weltbevölkerung zu Beginn dieses Jahrhunderts wird im Mittel auf 600 Millionen Menschen geschätzt, während sie zum Ende des Jahrhunderts schätzungsweise auf 970 Millionen Menschen anstieg. Somit übertraf das weltweite Bevölkerungswachstum dieses Jahrhunderts das kumulierte Wachstum der vorherigen fünf Jahrhunderte. Während die globale Vernetzung aller Kontinente weiter voranschritt, wandelte sich der Globus von einer multipolaren Welt mit ihrem frühneuzeitlichen Gleichgewicht zu einer zunehmend europäisch dominierten Welt, wobei Großbritannien zum mächtigsten europäischen Akteur wurde. Diese Stellung erreichte es durch seine Vorreiterrolle im Welthandel und der Industrialisierung. Durch die Vernetzung Europas mit der Welt hatten europäische Konflikte vielfach Auswirkungen in anderen Teilen des Globus. Europäische Handelsgesellschaften spielten im globalen Handel eine große Rolle, wobei es ihnen gelang, regional oder sektoral Handelsmonopole mit Waffengewalt aufzubauen und zu verteidigen. In einigen Regionen, wie Ost- und Südostasien, spielten sie hingegen eine geringe Rolle.
Die europäisch-amerikanische Bewegung der Aufklärung forderte eine rein rationale Weltsicht und Gestaltung der Gesellschaft. Sie beeinflusste nicht nur Kunst, Literatur und Bildung, sondern auch die Politik. Deshalb sprechen einige Historiker auch vom „Jahrhundert der Aufklärung“. In diesem Jahrhundert begann in Westeuropa die Transformation von einer ständischen zur bürgerlichen Gesellschaft. Viele Aufklärer unterstützten die herrschenden Monarchen bei der Modernisierung ihres Reiches, kam es jedoch zur Revolution, versuchten sie diese zu steuern und gestalteten die neue Ordnung entscheidend mit. Mit der französischen und amerikanischen Revolution begann die Epoche des bürgerlichen, modernen Verfassungsstaates. Nach zahlreichen europäischen Kriegen begann sich ein Gleichgewicht von fünf europäischen Großmächten zu formen, das bis zum Ersten Weltkrieg Europas Politik prägte. Eine dieser Großmächte, Russland, wurde nach grundlegenden Reformen von Staat und Armee nicht nur eine europäische Großmacht, sondern expandierte auch als größter Flächenstaat Asiens.
In Asien wandelte sich das indische Mogulreich von einem zentralen Verband zu einem losen Staatenbund. Neben nachhaltigen Strukturreformen der Regionalreiche brachte der Transformationsprozess zahlreiche Kriege und Erbfolgekriege mit sich. In diesem Umfeld schaffte es die Britische Ostindien-Kompanie, in der zweiten Jahrhunderthälfte neben der Konföderation der Marathen zur mächtigsten Organisation Südasiens zu werden. Das Chinesische Kaiserreich setzte seine Expansion in Asien fort, bis es 1759 seine größte Ausdehnung erreichte. Dieses große Reich erlebte wirtschaftlichen Wohlstand und starkes Bevölkerungswachstum. Japan verfolgte weiterhin seine Abschottungspolitik gegenüber dem Rest der Welt, während sich die Staaten des südostasiatischen Festlandes konsolidierten und ihre Unabhängigkeit gegen europäische und chinesische Herausforderer verteidigten. Auf der südostasiatischen Inselwelt bauten die Chinesen ihre Präsenz und ihren Einfluss stark aus.
Durch ihren Sieg über die Franzosen waren die Briten vorübergehend zur mächtigsten Kolonialmacht des Nordamerikanischen Kontinents geworden. Diese Vormachtstellung verloren sie mit der Unabhängigkeit der Vereinigten Staaten von Amerika. Wirtschaftlich profitierten die Vereinigten Staaten wie auch die europäischen Kolonien der Karibik und Lateinamerikas von der Arbeitskraft von Millionen afrikanischer Sklaven. Die Jagd nach Sklaven und die Verschiffung nach Amerika erreichte in diesem Jahrhundert ihren Höhepunkt.

## Europa

Europa im Jahr 1789

Das Europa des 18. Jahrhunderts wird im Wesentlichen der Epoche der Frühen Neuzeit zugerechnet. Der Kontinent gliederte sich in zahlreiche christlich geprägte Territorialreiche. Die Reiche Westeuropas hatten in groben Zügen die heutige Ausdehnung. Die Mitte Europas war in zahlreiche mittlere und Kleinstterritorien zersplittert, die Teil des Heiligen Römischen Reiches Deutscher Nation waren. Unter ihnen ragten Preußen und Österreich heraus, die sich in diesem Jahrhundert vor allem durch ihre Territorien außerhalb des Reiches zu europäischen Großmächten entwickelten. Auch die Bedeutung Russlands stieg mit dem Erwerb zahlreicher Territorien. Dies geschah teilweise zulasten Schwedens, das zusammen mit den Niederlanden in die zweite Reihe europäischer Reiche zurückfiel. Großer Verlierer war Polen, dessen Territorium unter Preußen, Österreich und Russland aufgeteilt wurde. Das Osmanische Reich konnte seine Territorien auf dem südlichen Balkan trotz einiger vorübergehender Verluste halten.

### Zentral- und Südosteuropa
Von den zahlreichen Territorien in der Mitte Europas, die Teil des Heiligen Römischen Reiches Deutscher Nation waren, waren Bayern, Sachsen und das mit Großbritannien in Personalunion regierte Kurfürstentum Hannover größere Herrschaftsgebiete. Durch zahlreiche Kriege unter anderem gegen Österreich stieg Preußen neben diesem zum bedeutendsten Akteur im Reich auf.
Preußens Herrscher von der Dynastie der Hohenzollern erlangten zu Beginn des Jahrhunderts mit der Königswürde eine symbolische Rangerhöhung. Sie bauten ein starkes Heer auf, führten aber bis 1740 kaum kriegerische Auseinandersetzungen. Im Jahr 1740 eroberte Friedrich der Große im Rahmen des Österreichischen Erbfolgekrieges das österreichische Schlesien und wehrte alle Rückeroberungsversuche ab. Im darauffolgenden Siebenjährigen Krieg, in dem Preußen mit Frankreich, Spanien, Österreich und Russland mächtigen Gegnern gegenüberstand, konnte Friedrich den Status halten. Mit den Teilungen Polens gewann sowohl Preußen als auch Österreich weiteren Besitz außerhalb des Heiligen Römischen Reiches dazu.
Preußens Kriegsgegner Österreich verlor mit Schlesien seine ertragreichste Provinz. Um Maria Theresia die Nachfolge als Herrscherin über alle österreichischen Territorien zu sichern, hatte Österreich viel Geld ausgegeben, was für die Armee fehlte. Schon vor der Niederlage gegen Preußen hatte Österreich einige bis 1718 eroberte Gebiete auf dem Balkan wieder an das Osmanische Reich verloren. Wie in Schlesien scheiterten auch auf dem Balkan weitere Rückeroberungsversuche. Dort war Österreich mit den zunehmenden Machtansprüchen Russlands konfrontiert. Als Konsequenz der Niederlagen führte die Krone zahlreiche Reformen im Militär, der Verwaltung und des Besteuerungssystems durch. Der Versuch insbesondere Joseph II. eine absolutistische Herrschaft aufzubauen, gelang nur ansatzweise. Zwar vergrößerte sich der Hofstaat und eine zentrale Bürokratie wurde aufgebaut, doch durch ein Patronage-System bei der Vergabe der Hofämter behielt der österreichische Adel einen großen Teil seiner Macht. Auch der ungarische Adel konnte seine starke Stellung behaupten. Mangels einer breiten Kaufmannschaft entwickelte sich in Österreich ein Bürgertum mit einem hohen Anteil von Staatsbeamten. Zum Ende des Jahrhunderts übernahm es als Auftraggeber und Mäzen in der Kultur die Führungsrolle.

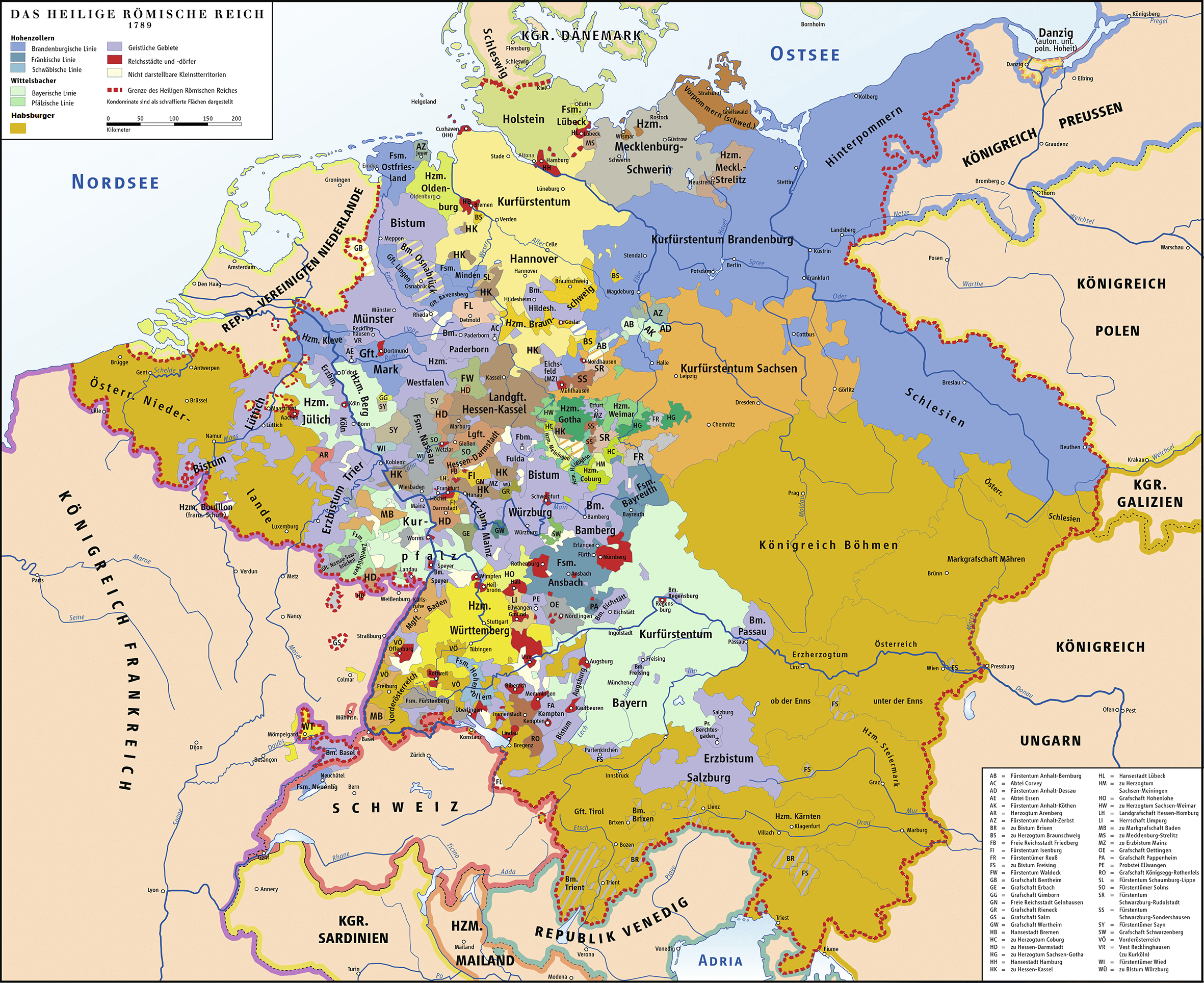
Das Heilige Römische Reich Deutscher Nation im Jahr 1789

Dem Heiligen Römischen Reich Deutscher Nation, das neben Österreich und Preußen aus einigen mittleren und zahlreichen kleinen Reichsterritorien bestand, gaben die im Westfälischen Frieden von 1648 vereinbarten Regelungen einen Rahmen. Dieser Rahmen, der einen konfessionellen Ausgleich im Reich herstellen sollte, war für die kleinen Territorien existenznotwendig. Zu Beginn des Jahrhunderts sahen sie noch in den habsburgisch-österreichischen Kaisern mit ihrer Hausmacht Garanten ihrer Interessen. Diese verfolgten jedoch zunehmend eigene Machtziele. Den kleinen Territorien standen einzelne mittlere Territorien gegenüber, die auf ihrem Gebiet eine moderne Staatlichkeit mit zentraler Verwaltung, Verstetigung der Steuereinnahmen und einem stehenden Heer aufbauten. Ihrem Interesse, in der europäischen Machtpolitik mitzuspielen, standen die Reichsinstitutionen oft im Weg. Mit der 1742 erfolgten Ernennung des Wittelsbachers Karl VII., der im Gegensatz zu seinen habsburgischen Vorgängern keine mächtige Hausmacht hatte, zum Kaiser wurde die Kaiserwürde unwiderruflich beschädigt.
Ferner begann in den 1740er Jahren mit dem Aufstieg Preußens zur Großmacht der Österreichisch-Preußische Gegensatz. Beide Großmächte nutzten die Reichsinstitutionen ab dieser Zeit für ihre Machtpolitik rücksichtslos aus. Dabei beruhte ihr Einfluss nicht auf ihrer von der Reichsverfassung definierten formalen Stellung, sondern auf ihrer wirtschaftlichen und militärischen Stärke. Obwohl die Reformbedürftigkeit der Institutionen gesehen wurde, gelang es nicht, diese an die Bedürfnisse der Zeit anzupassen. So machte die Polarisierung durch die beiden deutschen Großmächte ein gemeinsames Handeln der Reichsglieder schließlich kaum mehr möglich. Im Jahr 1793 entschloss sich das Reich als Ganzes zum Einstieg in den Ersten Koalitionskrieg gegen Frankreich, beendete diesen aber gespalten. 1795 schlossen einige Territorien unter Führung von Preußen mit Frankreich den Frieden von Basel, dem 1797 der Friedensschluss Österreichs folgte. Beide Friedensverträge erkannten den Verlust der Linksrheinischen Gebiete an Frankreich an.

### Westeuropa

#### Großbritannien

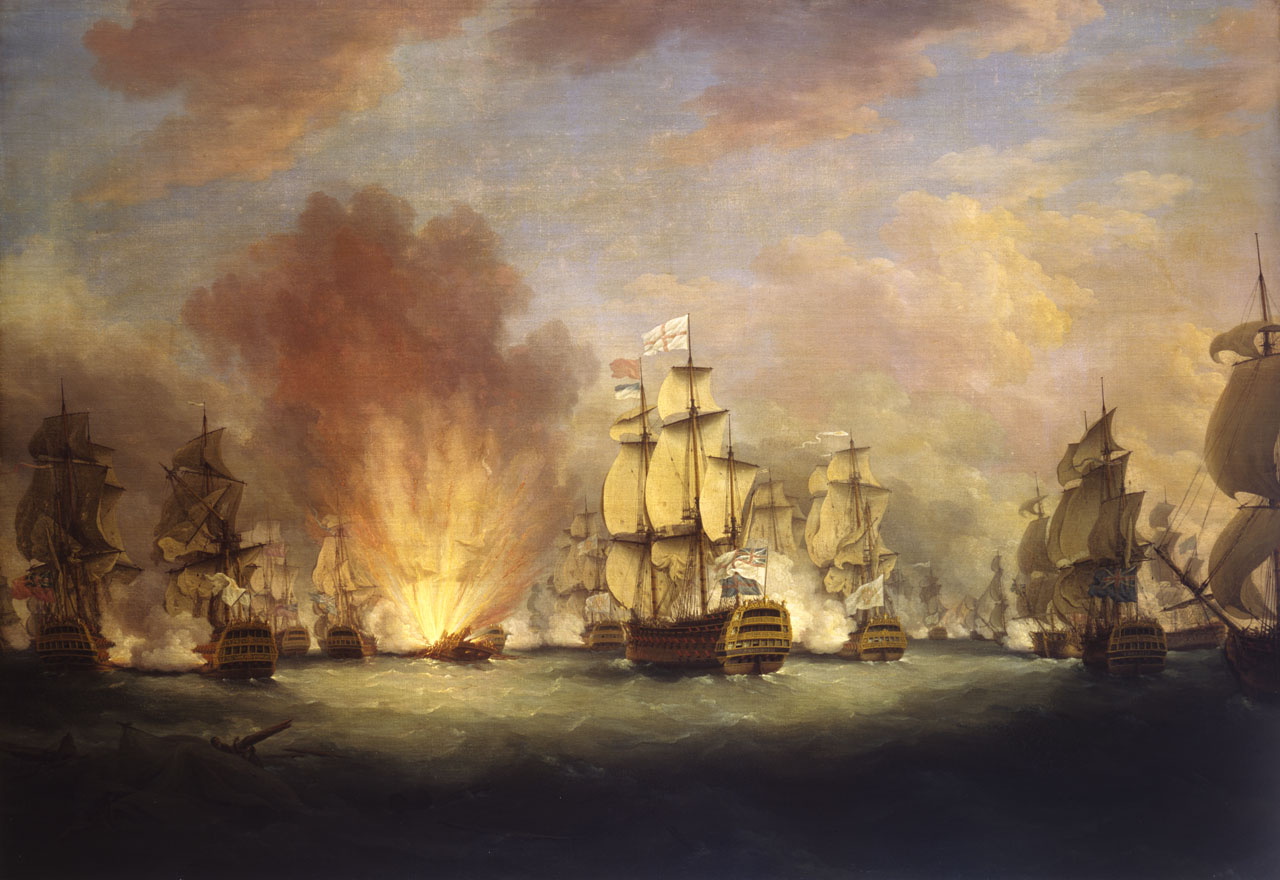
Der Sieg in der Seeschlacht bei Kap St. Vincent von 1780 gegen die Spanier war einer der zahlreichen Siege der Royal Navy im 18. Jahrhundert.

Die Königreiche England und Schottland, die zuvor von denselben Monarchen regiert wurden, schlossen sich im Act of Union von 1707 zum Königreich Großbritannien zusammen. Im Jahr 1717 erbte ein Zweig der protestantischen Welfen, die auch Kurfürsten von Hannover waren, vor dem Hintergrund des Act of Settlement die Krone. Dennoch mussten sie ihre Legitimität gegenüber den Anhängern der katholischen Nachfolger Jakob II. lange rechtfertigen. Erst nach dem gescheiterten Umsturzversuch der Jakobiten von 1745/46 fühlte sich die Dynastie genügend sicher, um stärker in die aktive Politik einzugreifen. Als Konstitutionelle Monarchen waren sie bei vielen Entscheidungen auf die Zustimmung des Britischen Parlaments angewiesen. Dieses konnten nur Männer bestimmter Stände und Besitzer eines Mindestvermögens wählen, sodass große Bevölkerungsteile vom Wahlrecht ausgeschlossen waren. Weiterhin repräsentierten die Wahlkreise in keiner Weise die tatsächliche Verteilung der Bevölkerung. So waren fast ausschließlich Adelige im Britischen Parlament vertreten, da diese über den nötigen Einfluss und das notwendige hohe Vermögen für eine Wahl verfügten. Während bürgerliche Schichten durch Lobbyarbeit Einfluss nahmen, versuchten sich die anderen Schichten durch regelmäßige Krawalle, „riots“, Gehör zu verschaffen. Um 1700 hatten sich zwei Parteien herausgebildet, Whigs und Tories, deren Grundansichten sich in einigen Politikfeldern grundlegend unterschieden.
In zahlreichen europäischen Kriegen, die oft auch einen außereuropäischen Schauplatz hatten, stieg Großbritannien zur führenden Großmacht und zur Seemacht auf. Großbritannien konzentrierte sich auf seine Kriegsmarine und investierte im Gegensatz zu seinen europäischen Rivalen relativ geringe Beträge in seine Landstreitkräfte. Obwohl Frankreich, die Niederlande und Spanien ihre Flotten in der zweiten Jahrhunderthälfte massiv aufrüsteten, behielt Großbritannien seine Vormachtstellung auf See.

#### Frankreich

Der Sturm auf die Bastille am 14. Juli 1789 wurde zum Symbol für die Französische Revolution.

Die französischen Monarchen hatten den Anspruch, alle wichtigen politischen Entscheidungen absolutistisch und zentral zu treffen. In der Realität hatte der Adel jedoch Einflussmöglichkeiten seine Interessen durchzusetzen. Die Adeligen, von denen viele großes Grundvermögen besaßen, genossen wirtschaftliche und rechtliche Privilegien. Die finanziellen Lasten für den Staat trugen die Bürger und Bauern. Eine führende Rolle bei der Bewahrung der Privilegien nahm der vom Amtsadel dominierte Pariser oberste Gerichtshof (Parlement de Paris) ein, der zunehmend das Recht zur Blockade von königlichen Gesetzen dazu nutzte, seine Privilegien gegen Reformversuche zu verteidigten. Nach dem missglückten Papiergeldexperiment John Laws schaffte die merkantilistische Politik des Ministers de Fleury von 1726 bis 1743 Währungsstabilität und Wirtschaftsaufschwung.
Das Regierungssystem baute auf einem starken Monarchen auf, doch nach dem Tod Ludwig XIV. wurde die Monarchie zunehmend schwächer. So überließ sein Nachfolger nach dem Tod de Fleurys die Herrschaft teilweise seinen Mätressen. Danach führten hohe Staatsausgaben durch Kriege und Hofhaltung gepaart mit einer Reformunfähigkeit zu prekären wirtschaftlichen Verhältnissen des Staates. Verluste von Kolonialterritorien in Amerika und Indien sowie eine zunehmend stärkere Polemik gegen die Monarchie in der öffentlichen Diskussion schwächten ihr Ansehen. Der König versuchte, durch die Freigabe der Getreideexports einen wirtschaftlichen Aufschwung zu erzielen. Als Nebenwirkung trafen Missernten und die damit verbundene Inflation die Stadtbevölkerung umso härter. Hinzu kamen Spannungen auf dem Land, wo der Landadel seinen Grundbesitz zulasten der bäuerlichen Allmende ausgeweitet hatte.
Im Jahr 1789 eskalierten die Probleme zur Französischen Revolution. Der König rief nach über einem Jahrhundert die Versammlung der Generalstände ein, um die Finanzen neu zu ordnen. Da die Vertreter des Dritten Standes aus Bürgern und Bauern, die den ganz überwiegenden Teil der Bevölkerung repräsentierten, nicht mehr den alten Ständeproporz akzeptierten, gründeten sie die Nationalversammlung zur alleinigen Repräsentation der Bevölkerung. Kurz danach eskalierte der städtische und bäuerliche Protest gegen die wirtschaftliche Benachteiligung in gewaltsamen Aktionen gegen die alten Autoritäten. Die Nationalversammlung schaffte viele Privilegien der alten Eliten ab, führte die Gewaltenteilung ein und verfasste die Erklärung der Menschen- und Bürgerrechte. Weil Frauen in der Erklärung unerwähnt blieben, veröffentlichte Olympe de Gouges eine Erklärung zu Frauenrechten. Adel und die Kirche wurden entmachtet und es entstand ein bürgerlicher Verfassungsstaat. Der neu verfasste Staat finanzierte sich zu einem Teil durch die Säkularisation von Kirchengütern.
Danach erklärte Frankreich Österreich den Krieg, der sich zu einem Krieg mit einer europäischen Fürstenkoalition ausweitete, die zuvor mit der Beseitigung der Revolution gedroht hatte. Die Angst der Revolutionäre vor einer Besetzung Frankreichs durch ausländische Mächte war einer der Gründe, die zu einer starken Radikalisierung der Revolution führten. Die Radikalisierung erreichte mit dem Terrorregime des „Wohlfahrtsausschusses“ ihren Höhepunkt. In dieser Zeit wurden der oft zögerlich agierende König und die Königin geköpft. Das anschließend herrschende Direktorium nahm einige Freiheiten wieder zurück und setzte Napoleon Bonaparte an die Staatsspitze. Dieser hatte sich zuvor an der Spitze eines Revolutionsheeres einen Namen gemacht. Die Revolutionsheere eroberten bis zum Jahrhundertende an Frankreich angrenzende Territorien, unter anderem auf der Italienischen Halbinsel, Holland und die deutschsprachigen Gebiete westlich des Rheins.

#### Spanien
Das Ergebnis des Spanischen Erbfolgekrieges brachte Spanien mit dem Dynastiewechsel zu den spanischen Bourbonen eine Orientierung weg vom österreichischen hin zum französischen Lager. Zur Wahrung des europäischen Gleichgewichts herrschte die spanische Dynastie nicht mehr über Territorien außerhalb der Iberischen Halbinsel. Die Spanischen Niederlande fielen an Österreich, während Süditalien nur kurzfristig an Österreich fiel und ab 1735 von Seitenlinien des spanischen Königshauses regiert wurde.
Die Reformen der neuen Dynastie gestalteten das Iberische Spanien zentralistischer. Wirtschaftsreformen schafften die Binnenzölle ab, sodass ein einheitlicher Wirtschaftsraum entstand. Zusammen mit der Förderung von Gewerbe und Industrie führten die Reformen zu einem Wirtschaftsaufschwung. Von diesem profitierte auch der Staat aufgrund von Steuerreformen. In den 1780er Jahren erlebte Spanien das Ende der Reformen und einen Wirtschaftsabschwung. Dauerhafte Kriege folgten, für die Spanien trotz Kolonien und Wirtschaftsreformen weit weniger Ressourcen mobilisieren konnte als sein Kriegsgegner Großbritannien. Die Französische Revolution, die Spaniens Elite in Befürworter und Gegner teilte, schwächte das Land innenpolitisch.

### Osteuropa
In Polen hatte der Adel, der den Monarchen wählte, eine sehr starke Stellung. Er ernannte aufgrund hoher Bestechungsgelder vorwiegend ausländische Monarchen. Zu Jahrhundertbeginn erlitt Polen im Großen Nordischen Krieg, unter anderem durch das Scheitern des Sachsen August des Starken, große Zerstörungen und hatte keinen außenpolitischen Einfluss mehr. Polen konnte sich danach wirtschaftlich wieder erholen. Verwaltungs-, Struktur- und Armeereformen blieben jedoch aufgrund von Streitigkeiten zwischen den Adelsgruppen untereinander und zwischen Hof und Adel aus. So stellte Polen keine starke Armee, die auf dem technischen und taktischen Niveau der Nachbarn war. Bei den Adeligen standen sich Befürworter Preußens und Russlands unversöhnlich gegenüber. Ein Vertrag mit Russland führte schließlich zum Bürgerkrieg, in den die Nachbarn Polens involviert wurden. Diese teilten 1772 einen Teil Polens unter sich auf. Im Geiste der Aufklärung wurde in Polen eine freiheitliche Verfassung verabschiedet. Dies nahmen die absolutistischen Monarchien von Österreich, Russland und Preußen zum Anlass in zwei weiteren Stufen 1793 und 1795 Polen ganz unter sich aufzuteilen.

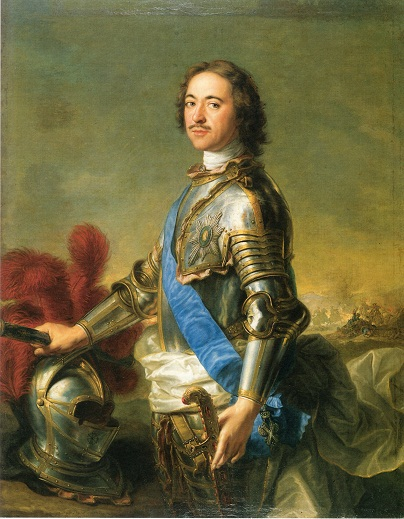
Peter der Große

Mit seinem Sieg gegen Schweden im Großen Nordischen Krieg erreichte Russland nicht nur einen Ostseezugang, sondern stieg auch endgültig in die Gruppe der europäischen Großmächte auf. Zum Sieg trugen die Verbesserung der russischen Armee und der Aufbau einer Marine bei. Diese Veränderungen waren Teil zahlreicher Militär-, Wirtschafts- und Gesellschaftsreformen, die Peter der Große durchführte. Dabei kopierte er westeuropäische Technik und gesellschaftliche Standards. Die Reformen betrafen im Wesentlichen die russische Elite, die sich zunehmend nach Westen orientierte. Das Leben der Unterschichten wurde hingegen kaum verändert. Der Bau der neuen Hauptstadt Stadt Sankt Petersburg, mit seiner an Westeuropa orientierten Architektur, war ein Symbol der Wendung Russlands nach Westen. Er kostete aber auch viele Menschenleben.
In diesem Jahrhundert, in dem die russische Bevölkerung stark wuchs, expandierte Russland unter anderem bis zur Halbinsel Krim. Zwar regierten die Zaren ihr Vielvölkerreich autokratisch, doch konnten sie das Reich nur begrenzt vereinheitlichen. Der Adel konnte seine Interessen, zum Beispiel die Umwandlung von Lehensgütern in Privateigentum, durchsetzen. Dennoch gelang es den Zaren, ihn an ihren Hof zu binden. Unter Katharina der Großen wurde die Leibeigenschaft der Bauern rechtlich verankert und sie wurden zum persönlichen Eigentum ihrer Herren. Mit dem Export von Massengütern wie Eisen und Felle ins übrige Europa erzielte Russland einen Handelsbilanzüberschuss. Das Geld wurde teilweise für die Anwerbung ausländischer Experten ausgegeben. Auch zahlreiche deutsche Siedler wurden mit dem Versprechen, dass sie eigenständig fruchtbares Land bebauen dürften, angeworben.

### Herrschaft, Recht und Gesellschaft
Mit wenigen Ausnahmen waren die europäischen Gesellschaften Ständegesellschaften. Ihrer Standeszugehörigkeit, die bis auf den katholischen Kleriker-Stand durch Geburt bestimmt wurde, konnten nur wenige Menschen durch Aufstieg entkommen. Der Stand bestimmte sowohl die persönlichen Rechte als auch zum Teil den Zugang zu Ressourcen. Das Ständewesen teilte die Menschen zumeist in Adelige, Bürger und Bauern. Hinzu kam in katholischen Ländern der Klerus. Nicht nur innerhalb des führenden Adelsstandes, dem nur ein sehr kleiner Teil der Bevölkerung angehörte, sondern auch innerhalb der anderen Stände gab es große Differenzierungen.

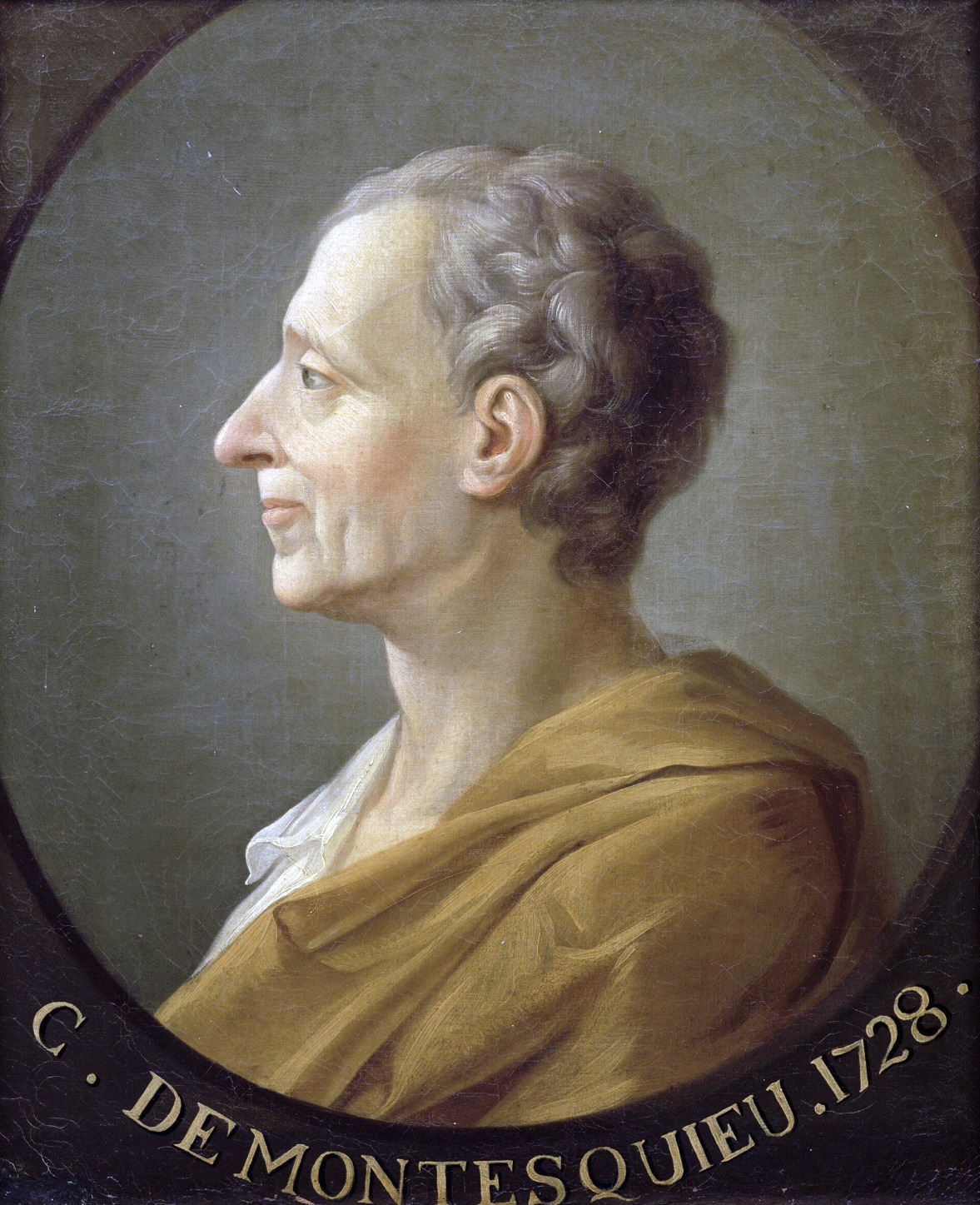
Montesquieu erweiterte die Gewaltenteilung um die Judikative.

An der Spitze der Ständepyramide stand oft ein Monarch oder seltener eine Monarchin. Die monarchische Machtfülle wurde von tradierten ständischen Privilegien begrenzt, wobei die Macht der Stände und ihrer Institutionen regional sehr unterschiedlich war und sich im Laufe des Jahrhunderts änderte. In England war die Königsherrschaft durch ein von Adel und Gentry bestimmtes Parlament stark beschnitten. Viele andere Monarchen hatten den Anspruch absolutistisch zu regieren, mussten jedoch auch auf Adel und Stände Rücksicht nehmen. Den absolutistischen Herrschaftsanspruch begründeten sie nicht mehr religiös, sondern naturrechtlich als zweckdienlich für das Gemeinwesen.
Insbesondere der preußische König Friedrich der Große, der Kaiser Joseph II. und die Zarin Katharina die Große berücksichtigten die Prinzipien der Aufklärung bei zahlreichen ihrer Staatsreformen. Bei ihrem später Aufgeklärter Absolutismus genannten Regierungskonzept wurden sie von einigen Aufklärern beraten. Sie führten zahlreiche Reformen zur Stärkung der zentralen Königsmacht und der Vereinheitlichung des Landes durch. Dies schloss den Aufbau eines preußischen und österreichischen Berufsbeamtentums mit ein. In Preußen, das das ständische Gesellschaftssystem mit klaren Rollenzuschreibungen für die Stände festigte, kam die Befreiung der Bauern von der Leibeigenschaft im Laufe des Jahrhunderts nur schrittweise voran. Hingegen schaffte Österreich diese in der letzten Jahrhunderthälfte mit zwei Erlassen zügig ab. Trotz aller aufgeklärten Reformen erweiterte Russland die Leibeigenschaft hingegen noch. Die europäischen Reformen betrafen auch das Strafrecht. Preußen und Österreich schafften die Folter im Strafrecht ab. Ferner wurden vermehrt Gefängnisstrafen anstelle von einmaligen Sühnestrafen, wie Geldzahlungen, verhängt. Aufgrund fehlender Gefängnisplätze schiffte Großbritannien die Strafgefangenen nach Nordamerika. Nach der amerikanischen Unabhängigkeit wichen sie auf Australien aus.
Einige Aufklärer richteten sich in ihren Schriften gegen die absolutistische Monarchie und entwickelten dabei Prinzipien, die die Grundlage vieler moderner Staaten sind. Dazu zählt die von Locke im vorherigen Jahrhundert postulierte Gewaltenteilung, die Montesquieu in diesem Jahrhundert auf drei unabhängige Gewalten Exekutive, Legislative und Judikative erweiterte. Sowohl die französischen als auch die amerikanischen Revolutionäre griffen auf einige Ideen der Aufklärer zurück.

### Wirtschaft und Gesellschaft

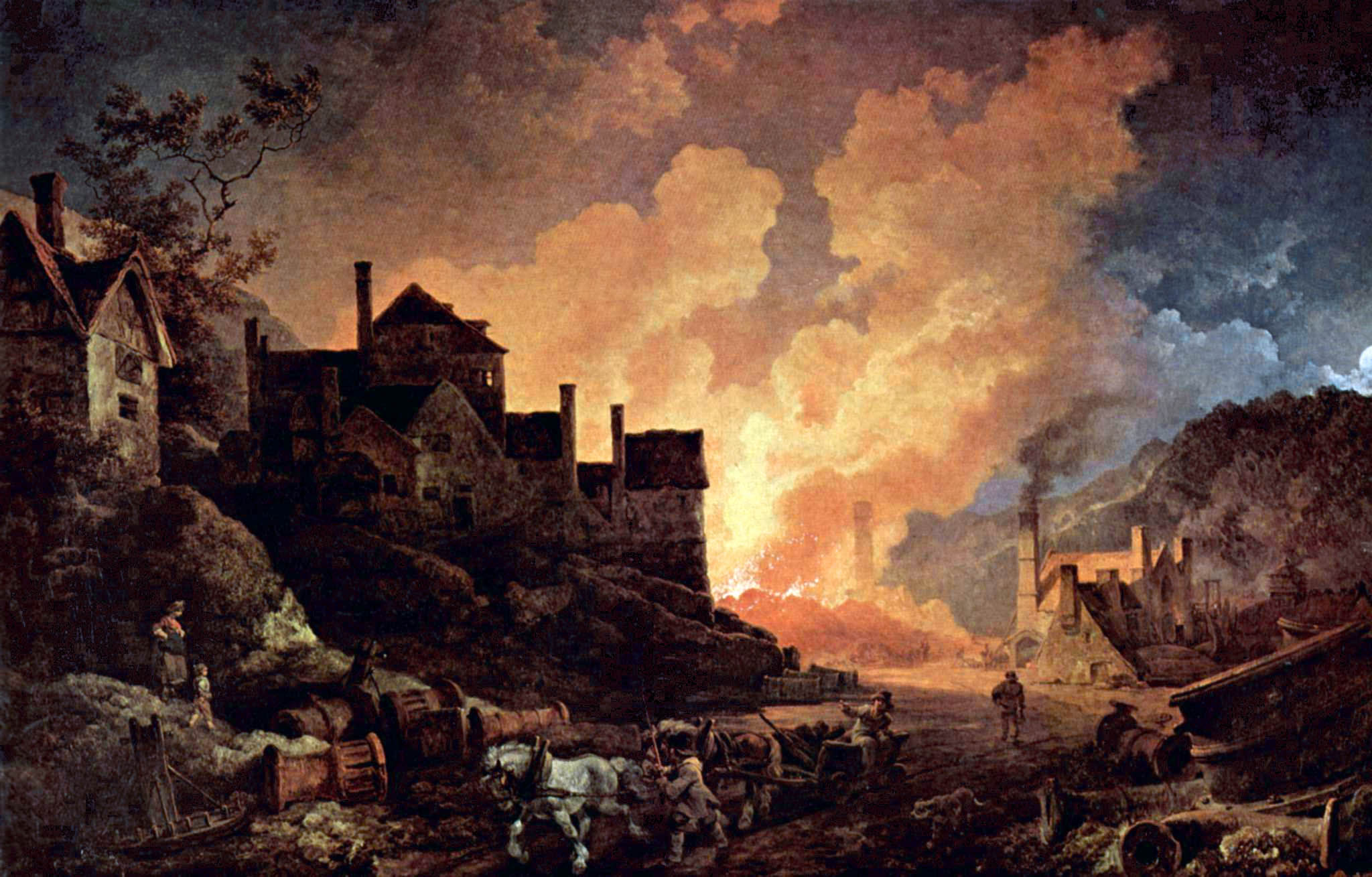
Im englischen Coalbrookdale begann im 18. Jahrhundert die Eisenherstellung mit Koks. Gemälde von Philippe-Jacques de Loutherbourg, 1801

In diesem Jahrhundert leiteten die Agrarrevolution und die beginnende Industrielle Revolution einen grundlegenden Strukturwandel ein und führten zu einem starken Anstieg der Produktivität. Mit dem wirtschaftlichen Strukturwandel gingen grundlegende gesellschaftliche Veränderungen einher.
In vielen europäischen Staaten wurden im Laufe des Jahrhunderts neue Feldfrüchte, wie Rüben, Raps, Klee und Kartoffeln angebaut. Diese hatten den Vorteil, dass sie auch auf nährstoffarmen Böden gediehen und im Vergleich zum Getreide ein viel größerer Kalorienlieferant waren. Zur landwirtschaftlichen Ertragssteigerung trugen ferner die Rotation der Feldfrüchte als auch die Systematisierung der Viehzucht bei. Viele größere Landeigentümer entwickelten angeregt durch landwirtschaftliche Fachliteratur ein steigendes Interesse an der Wirtschaftlichkeit ihrer Güter, was ebenfalls die landwirtschaftliche Produktivität steigerte. Durch den Einsatz von Saat- und Dreschmaschinen, der in Europa sehr unterschiedlich schnell voranschritt, konnten große Güter in der zweiten Jahrhunderthälfte eine weitere Steigerung erzielen. Ferner profitierten Landadel und mittlere landwirtschaftliche Betriebe davon, dass in Westeuropa verstärkt individuelles Privateigentum die mittelalterlichen kollektiven Eigentums- und Nutzungsrechte ablöste. In vielen Teilen Europas kam es zu einer Konzentration des Landbesitzes.
Durch die Agrarrevolution sanken die Beschäftigungsmöglichkeiten für Kleinpächter und abhängige Arbeitskräfte in der Landwirtschaft. Diese fanden im ländlichen Handwerk und Dienstleistungsgewerbe Arbeit oder wanderten in die Städte ab. In England stieg der Anteil Stadtbevölkerung in diesem Jahrhundert von 7 auf 29 Prozent.
Mit der Agrarrevolution ging ein starker Bevölkerungsanstieg einher. Zum einen waren in den landwirtschaftlichen Handwerksbetrieben die ehemaligen Knechte und Mägde eher selbständig und konnten früher oder überhaupt eine Familie gründen. Zum anderen starben weniger Menschen an Hungersnöten, da regionale Missernten durch Zukäufe aus anderen Regionen leichter ausgeglichen werden konnten. Die am Markt verkauften Güter standen in viel größeren Mengen zur Verfügung, da deutlich mehr und regelmäßiger Mengen von Feldfrüchten produziert wurden, die den Eigenbedarf überstiegen. Auch der Rückgang der Kindersterblichkeit in England und Frankreich, 30 bis 50 Prozent der Kinder starben vor ihrem fünften Lebensjahr, trug zum Bevölkerungswachstum bei. Die Pestepidemien, die Europa in den vergangenen Jahrhunderten in regelmäßigen Abständen heimgesucht hatten, klangen im Laufe dieses Jahrhunderts ab.
Die meisten europäischen Länder versuchten den Prinzipien des Merkantilismus folgend ihre Wirtschaft zu fördern, indem sie die Infrastruktur ausbauten, das heimische Gewerbe sowie die Industrie unterstützten und sie vor ausländischer Konkurrenz durch Zölle abschotteten. Der verstärkte Bau von Straßen und Kanälen unterstützte den Handel. Ferner wurde durch technische und wissenschaftliche Fortschritte in der Nautik die Effizienz der Schifffahrt verbessert. Die zunehmende Monetarisierung der Weltwirtschaft, war eine weitere Stütze des internationalen Handels. Bei diesem nahmen die Europäer die führende Rolle ein, auch wenn sie nicht in allen Regionen dominierten. Die Kapitalkraft, professionellen Strukturen und Aggressivität der europäischen Handelsorganisationen, von denen die Niederländische Ostindien-Kompanie (VOC) zur Jahrhundertmitte noch die größte war, waren weltweit einzigartig. Von den Importen aus Übersee entfielen 32 Prozent auf den Atlantikhandel, 12 Prozent auf den mit Asien und 1 bis 5 Prozent auf den mit dem Vorderen Orient. Textilien, Zucker, Tee und Kaffee lösten die Gewürze als wichtigste Importgüter aus Übersee ab. Auch wenn der internationale Handel für die europäischen Reiche wichtig war, waren die europäischen Importe für sie am wichtigsten, wobei Russland der führende Handelspartner Westeuropas war.
Durch den Schutz der heimischen Textilindustrie gegenüber weltweiter Konkurrenz sowie die zunehmend industrielle Fertigung erlangten die Briten eine so hohe wirtschaftliche Leistungsfähigkeit, dass sie sich zum Ende des Jahrhunderts für den Übergang zum Freihandel entschieden. Auf der Insel hatten sich früher als im übrigen Europa Gruppen gebildet, die gegenüber dem Staat zunehmend unternehmerische Freiheiten erkämpften. Adam Smith gab diesen Freiheitsbestrebungen eine theoretische Grundlage. Neben den Briten war die Handelsflotte der Niederländer, die traditionell auf den Freihandel setzten, stark auf den Weltmeeren vertreten, auch wenn sie in zahlreichen Märkten Marktanteile einbüßte. Wirtschaftliche Einbußen in anderen Sektoren konnte der Aufstieg Amsterdams zum führenden Finanzplatz für Kredite und Anleihen kompensieren.
Die Industrielle Revolution mit ihren großen wirtschaftlichen und gesellschaftlichen Umwälzungen begann in Großbritannien. Neben der Freisetzung eines großen Arbeitskräftepotentials durch die Agrarrevolution waren bedeutende technische Innovationen und die Förderung von Kohle als Energieträger wichtige Voraussetzungen. Aufgrund des knappen Brennholzes wurde schon im vorherigen Jahrhundert Kohle in England verstärkt als Brennmaterial zum Heizen benutzt. In diesem Jahrhundert konnte Kohle mithilfe der Dampfmaschine leichter gefördert werden. Durch mehrere Innovationen konnte sie in Form von Koks zur Produktion von Eisen im großen Stil eingesetzt werden. Mehrere Erfindungen in der für Großbritannien so wichtigen Textilindustrie, wie die Spinning Jenny, ermöglichten es bei gegebenem Einsatz von Arbeitskräften größere Mengen Garn und Textilien herzustellen. Die für die Industrialisierung benötigten großen Mengen an Kapital konnte Großbritannien durch seinen Handel und das gut funktionierende Londoner Bankenwesen aufbringen. Zum Jahrhundertende gab es erste Ansätze der Industrialisierung in Nordfrankreich, Flandern und einzelnen deutschen Regionen.

### Wissenschaft, Technik und Bildung

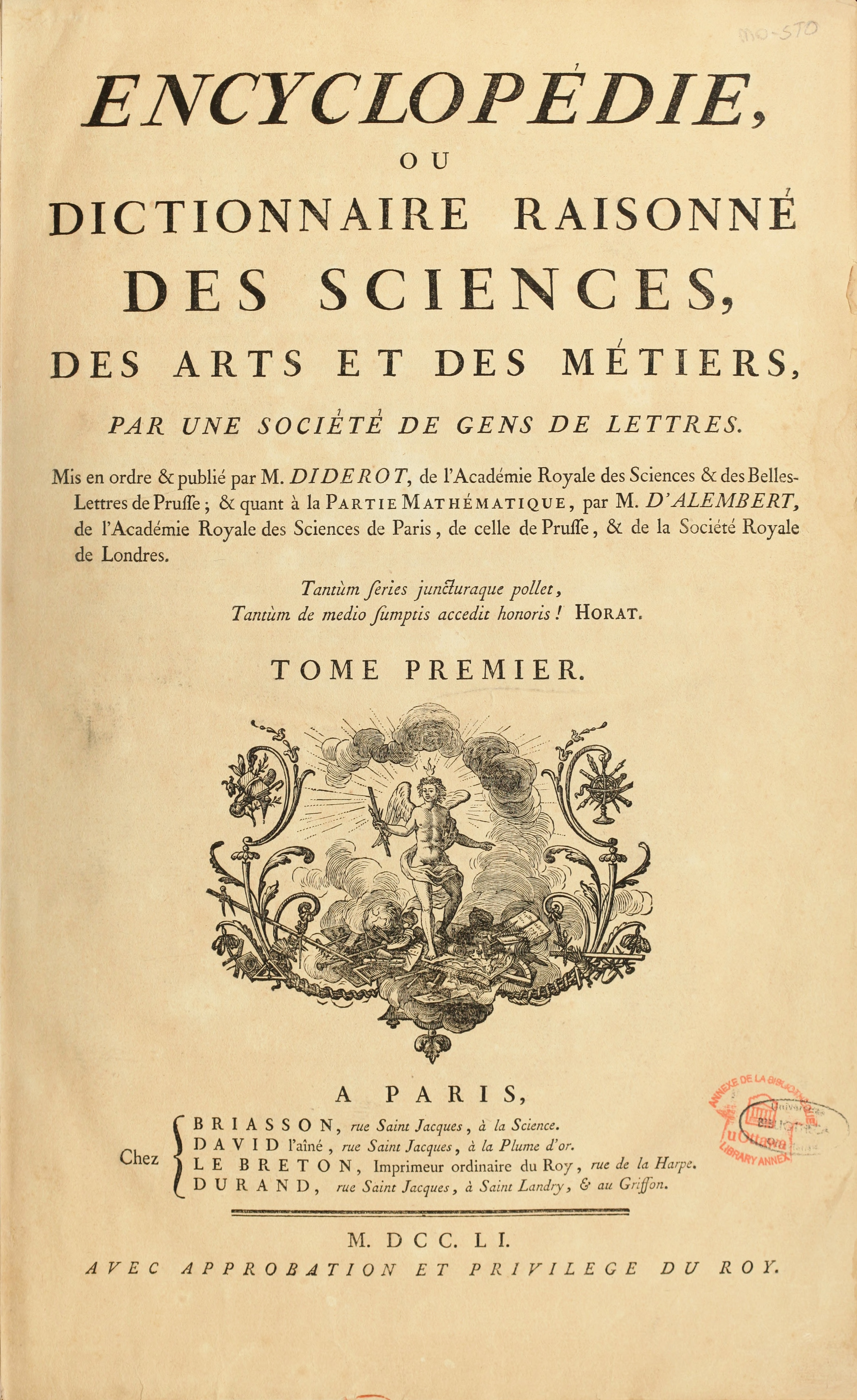
Titelblatt der Encyclopédie ou Dictionnaire raisonné des sciences, des arts et des métiers

Waren in den vorherigen Jahrhunderten wissenschaftliche Diskussionen auf kleine elitäre Gruppen beschränkt, beschäftigen sich nun größere Bevölkerungsteile mit diesen Themen. Die Aufklärung führte zu einem starken Anstieg an gedruckten Werken und damit zu einer Intensivierung des Wissensaustausches. In Enzyklopädien, wie der Encyclopédie ou Dictionnaire raisonné des sciences, des arts et des métiers und der Encyclopædia Britannica, versuchten einige Aufklärer das Wissen der Zeit zusammenzufassen. Die Wissenschaft des 18. Jahrhunderts wollte die Natur erforschen, um praktische Probleme der Zeit lösen zu können. Vor diesem Hintergrund erfuhr sie eine stark steigende öffentliche Förderung. In vielen europäischen Hauptstädten wurden neue wissenschaftliche Akademien gegründet und bestehende ausgebaut. Zur Lösung der praktischen Problemstellungen der Zeit konnten die Gelehrten auf die im 17. Jahrhundert gelegten Grundlagen zurückgreifen. Schon in den letzten Jahrzehnten des 17. Jahrhunderts hatte sich die Wissenschaft weitgehend von den theologischen Vorgaben gelöst.
Neben der Weiterentwicklung vorhandenen Wissens wurden immer mehr Themen mit naturwissenschaftlichen Methoden erforscht, so entstanden die Grundlagen von Biologie, Chemie und Wärmelehre. Der Forschergeist und Entdeckungsdrang aber auch der erhoffte praktische Nutzen war Antrieb zahlreiche Forschungsreisen. Starke Beachtung fanden zwei internationale Forschungskooperationen, bei der mehrere Expeditionen den Venusdurchgang und damit die Distanz zur Sonne maßen. Mit der von John Harrison entwickelten Schiffsuhr konnte der Längengrad auf See ermittelt werden, was das Navigieren erheblich erleichterte. Durch die Erfindung der Dampfmaschine und ihre Weiterentwicklung durch James Watt wurde eine Schlüsseltechnologie der Industriellen Revolution bereitgestellt.
Johann Joachim Winckelmann, der sich mit der römischen und besonders der griechischen Antike befasste, begründete die wissenschaftliche Archäologie und Kunstgeschichte. Die Wissenschaftler, die Napoleon auf seinem Feldzug nach Ägypten begleiteten, förderten das europäische Interesse am antiken Ägypten. Antikensammlungen und Kunstsammlungen aus fernen Ländern trugen zum Prestige von Herrscherhäusern bei.
Aber auch die Bildung der breiten Masse der Bevölkerung nahm zu. Bildungsreformen, zum Beispiel in Preußen und Österreich drängten die Gemeinden dazu ihren Jungen eine Schulbildung zukommen zu lassen. Dabei übernahm der Staat zunehmend Verantwortung für die Schulbildung und drängte die eigenständigen kirchlichen Erziehungsinstitutionen zurück. Die Bildungsanstrengungen in Europa führten zu einem starken Anstieg der Lese- und Schreibfähigkeit. Um 1750 hatten in Großbritannien 60 Prozent der Männer und 40 Prozent der Frauen diese Fähigkeiten.
Nicht nur im Bereich der Bildung, sondern auch bei der Gesundheitsfürsorge verfolgten die europäischen Staaten erste Ansätze, um eine umfassende systematische Daseinsvorsorge bereitzustellen. Im Zusammenhang mit der Idee einer Medicinischen Policey wurde der Arzt nicht mehr nur als individueller Dienstleister gesehen, sondern er sollte auch im Auftrag des Staates die Gesundheit der Gesamtbevölkerung fördern. Dem Gedanken der Gesundheitsförderung der Bevölkerung dienten auch Bemühungen, die weitverbreiteten Pockenepidemien durch Impfungen einzudämmen. Ein wirksamer Impfstoff gegen die Pocken wurde jedoch erst in den letzten Jahren des Jahrhunderts entwickelt. Der Beruf des Arztes weitete sein Aufgabenfeld und übernahm verstärkt Aufgaben bei der Geburtshilfe. Die Chirurgie war zwar wie in den Jahrhunderten zuvor von der ärztlichen Medizin getrennt, erlangte jedoch eine Aufwertung als gleichberechtigte Disziplin. Im 18. Jahrhundert lösten in zahlreichen Städten Krankenhäuser modernen Typs die mittelalterlichen Hospitäler ab. So wurden die großen Krankensäle in mehrere kleine Säle aufgeteilt und Apotheken in die Häuser aufgenommen. Chirurgie und Innere Medizin hatten in ihnen gleichberechtigte Abteilungen nebeneinander.

### Weltanschauung und Religion
Die Bewegung der Aufklärung wurde aufbauend auf den Anfängen im vorherigen Jahrhundert eine zentrale Idee des 18. Jahrhunderts. Die Aufklärer wollten mit den Mitteln der rationalen Vernunft alle nicht durch sie gerechtfertigten Traditionen und Autoritäten überwinden. Rationalität, Fortschrittsglaube, Menschenrechte und Religionsfreiheit waren zentrale Themen der Aufklärung. An ihr nahmen nicht mehr nur Gelehrte, sondern prinzipiell alle gebildeten Stände teil. Im Gegensatz zu früheren Bewegungen, die auf Rationalität setzten, hatten die Aufklärer den Anspruch, ihre Ansichten einer breiten Öffentlichkeit bekanntzumachen. Es entstanden Orte wie Salons, in denen die verschiedenen Ideen ständeübergreifend diskutiert wurden. Zusätzlich wurden die Ideen in geschlossenen Gesellschaften des aufstrebenden Bürgertums, wie den Freimaurerlogen, erörtert. Innerhalb dieses groben Rahmens gab es verschiedenste Auffassung, was rational begründet sei und welche Konsequenzen daraus zu ziehen seien. Zeigten sich die Herrscher für die Aufklärung offen, unterstützten die Aufklärer die Herrscher dabei, ihre zentralistische Macht zuungunsten der Stände auszubauen und die Verwaltung effektiver zu gestalten. Zwar galt die Gleichheit aller Menschen als allgemeines aufklärerisches Ideal, doch rechtfertigten zahlreiche Aufklärer zumindest starke wirtschaftliche und rechtliche Ungleichheit.
In vielen katholischen Ländern bauten die Monarchien ihre Kontrolle über die Kirchen im Namen der Aufklärung aus, indem sie die Kirche unter staatliche Kontrolle stellten. Pfarrer übernahmen staatliche Funktionen. Ferner verstaatlichten sie Teile des Kirchenbesitzes. In Österreich wurden zum Beispiel kontemplative Mönchsorden, die nicht Krankenpflege oder andere gesellschaftliche Aufgaben durchführten, enteignet. In zahlreichen dieser Länder wurde der Jesuitenorden, einst der Vorkämpfer der katholischen Gegenreformation, verboten. Seine Schulen wurden unter staatliche Kontrolle gestellt. Schließlich gab der Papst dem Druck der Monarchen nach und löste den Jesuitenorden auf. In Russland löste der Zar Peter der Große das orthodoxe Moskauer Patriarchat, das bisher die oberste Verwaltungs- und Gerichtshoheit über die Kirche hatte, auf und ersetzte es durch den Heiligsten regierenden Synod, deren Mitglieder er ernannte. Der Grundbesitz der russischen Klöster wurde säkularisiert.
Viele aufgeklärte Monarchen setzten auf religiöse Toleranz und hoben zahlreiche Einschränkungen für religiöse Minderheiten auf. Neue Freiheiten genossen nicht nur christliche konfessionelle Minderheiten, sondern auch die Juden. Im Gegensatz dazu wurden in Frankreich Abweichungen von der herrschenden katholischen Lehre verfolgt, wofür Monarchie und Kirche von Aufklärern wie Voltaire heftig kritisiert wurden. Zum Jahrhundertende ging die Säkularisation während der Französischen Revolution mit starker Gewalt gegen kirchliche Vertreter einher. Die Idee der Nation wurde zur Weltanschauung. Zusammen mit hoher religiöser Toleranz ließ die für diese Zeit große Pressefreiheit in Großbritannien Spielraum für weitgehend gewaltfreie religiöse und weltanschauliche Diskussionen.
Die weitgehend von religiösen Einflüssen befreiten Naturwissenschaften ließen einen Raum für Sinnfragen offen. Diese versuchte die nun aufsteigende Philosophie mit möglichst wissenschaftlich rationalen Methoden zu lösen.

### Kunst und Kultur

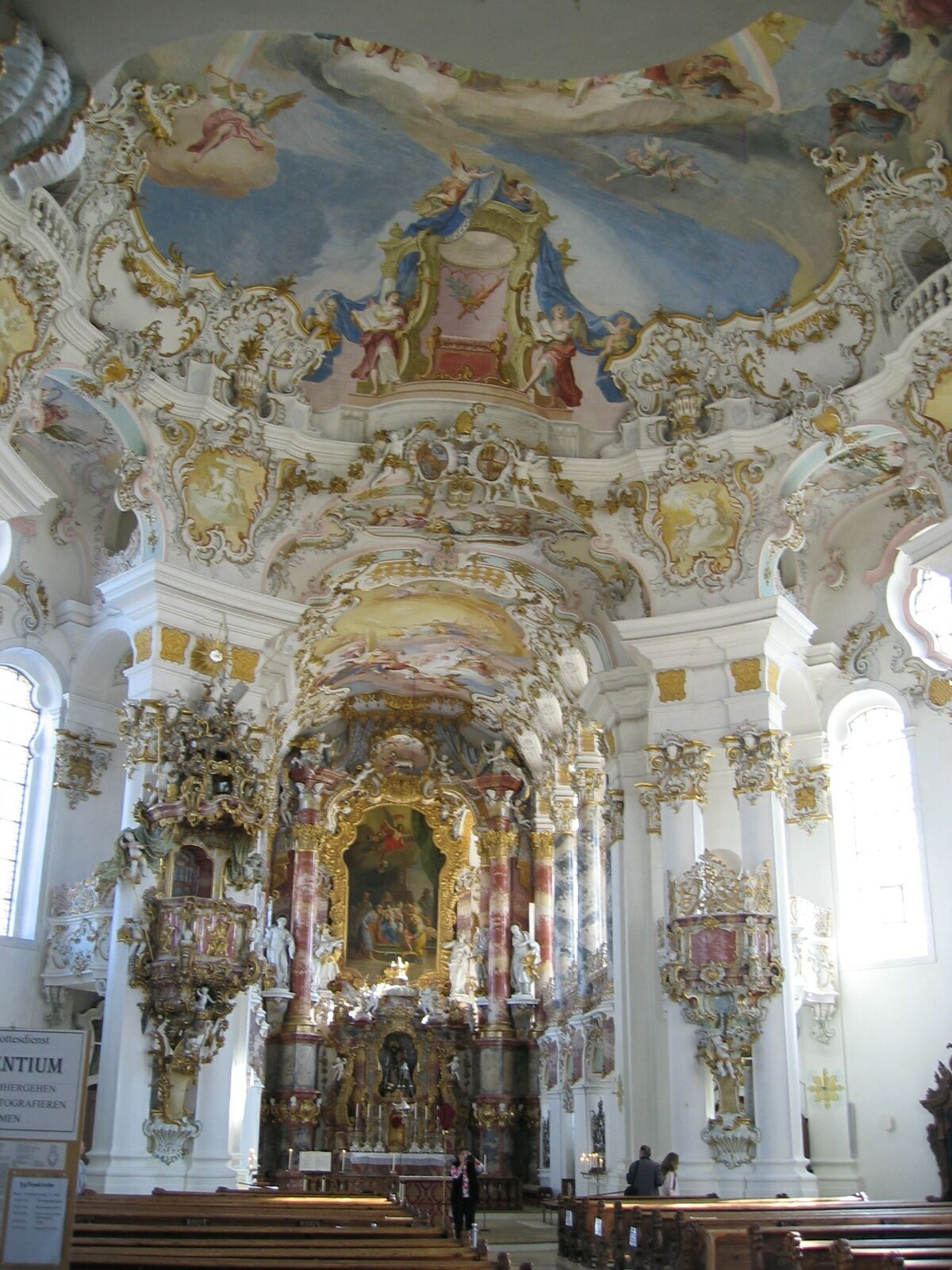
Die Wieskirche wurde im Stil des Rokoko gebaut.

Zu Jahrhundertbeginn knüpften zahlreiche Künstler an den Barockstil des vorherigen Jahrhunderts an. Insbesondere im deutschen Kulturraum, in Russland und Spanien entstanden zahlreiche barocke Kirchen und Schlösser. Mit Prachtentfaltung und verschwenderischer Darstellung sollten die Kunstwerke das Prestige des Auftraggebers darstellen und seine Macht legitimieren. In einigen Gegenden steigerte sich der Barock zum Rokoko. Einerseits nahm die Üppigkeit der Schmuckelemente zu, andererseits löste sich das Rokoko von der strengen Symmetrie des Barock. In der zweiten Jahrhunderthälfte kam der Klassizismus als Gegenbewegung zum Barock auf. Klassizistische Kunstwerke gingen mit schmückenden Elementen sehr sparsam um. Besonders prägnant zeigte sich der neue Stil in der Architektur. Sie nahm direkten Bezug auf die klassische Antike, stattete Gebäude mit antiken Säulen und Portikus aus. Mit seiner rationalen Struktur wurde der Klassizismus inspiriert von der Aufklärung. Ferner lieferte die wissenschaftliche Archäologie, die in diesem Jahrhundert aufkam, Impulse. Barocke Gärten mit ihren großen geometrischen Blumengärten wurden durch Englische Landschaftsgärten abgelöst. Die Landschaftsgärtner erschufen ein Landschaftsbild, das ein Idealbild der Natur darstellen sollte. Dieses Bild wurde durch kleine Bauwerke akzentuiert und in Szene gesetzt.
Die mehrheitlich barocke Literatur wurde zu Beginn des Jahrhunderts unter anderem durch die Werke der Aufklärung abgelöst. Diese setzten der eher bestandswahrenden Sichtweise des Barocks einen optimistischen Fortschrittsglauben entgegen. Die Autoren forderten, mithilfe der Vernunft die Welt kritisch zu betrachten und althergebrachtes zu hinterfragen. Im Gegensatz zum Barock benutzte die Dichtung eine natürliche und schlichte Sprache. Die bürgerliche Literatur gewann an Bedeutung und wurde niveauvoller. Insbesondere der Roman wurde mit neuen Themen und Formen, wie dem ersten Briefroman, stetig populärer. Neben der politischen Diskussion, der Darstellung von Missständen in der Form der Satire und der Diskussion politischer und gesellschaftlicher Modelle, wollten einige Literaten den Leser zu einer Verhaltensänderung bewegen.
Am Anfang des Jahrhunderts verwendete die aufklärerische Literatur allein rationale Argumente, um zu überzeugen. Tradierte Stilmittel wurden von ihr dann angewendet, wenn sie einer rationalen Überprüfung standhielten. Ab der Jahrhundertmitte wollten zunehmend mehr Literaten ihr Publikum durch Emotionalität bewegen, indem sie an seine Empathie appellierten. Im deutschen Kulturraum stellten sich die Autoren des Sturm und Drang gegen die Rationalität der Aufklärung. Sie hoben die Emotionalität des Genies hervor. Danach wandten sich die gleichen Autoren in der Weimarer Klassik der klassischen Antike als Vorbild zu. In anderen Ländern wie in Frankreich stellten die Frühromantiker das Gefühl gegen die Rationalität der Aufklärung.
Ähnliche Entwicklungen vollzogen sich im Theater. Das bürgerliche Theater, das sein Niveau erheblich steigerte, begann seinen Siegeszug. Theaterstücke sollten das Publikum durch ein unverfälschtes Abbild der Natur überzeugen. Die Darstellung von Affekten, ein zentrales Stilmittel des barocken Theaters, wurde aufgegeben. Der Charakter des auf der Bühne dargestellten Menschen sollte in seiner emotionalen Komplexität gezeigt werden. Wie in der Literatur interessierte auch im Theater erstmals das Verhältnis von Erleben und Verhalten der Figuren.
Die europäische Musik entwickelte sich im 18. Jahrhundert kontinuierlich vom Spätbarock zur Wiener Klassik. Dabei spielten vor allem italienische, französische und deutschsprachige Komponisten eine führende Rolle. Zu Beginn des Jahrhunderts entwickelten Musiker wie Johann Sebastian Bach und Georg Friedrich Händel den barocken Stil zur Perfektion. Eine strenge polyphonische Form und der dominierende Generalbass waren charakteristisch für ihre Stücke. Sie hatten vorwiegend die Form der Fuge, Sonate, Kantate oder Suite. Die Bedeutung der kirchlichen Musik, darunter Oratorien, die zu Jahrhundertbeginn noch eine starke Rolle spielte, nahm im Verlauf des Jahrhunderts ab. Im Laufe des Jahrhunderts legten die Komponisten zunehmend Wert auf Melodieverlauf und Harmonik, wobei ihre Stücke immer homophoner wurden. Joseph Hayden entwickelte neben anderen das Streichquartett und die Sinfonie. Die immer größere Rolle des Piano Forte zeigte sich unter anderem in den von Mozart entwickelten Klavierkonzerten. Das Musikpublikum wurde zunehmend bürgerlicher und immer mehr Komponisten zogen eine selbständige Tätigkeit einer Festanstellung vor. Insbesondere Händel wurde zum erfolgreichen Musikunternehmer. Die Oper entwickelte sich weiter, indem neben Opern mit dramatischen ernsthaften Inhalten, heitere Opern an Beliebtheit gewannen. Im deutschen Kulturraum kamen Singspiele auf, bei denen zwischen Gesangsnummern keine Rezitative gesungen wurden, sondern der Text gesprochen wurde. Das bekannteste Singspiel ist Mozarts Zauberflöte.

## Afrika
Bis auf Marokko standen alle nordafrikanischen Territorien unter osmanischer Oberherrschaft. Zwar erkannten Nordafrikas Herrscher die formale Oberhoheit der Sultane an, doch waren sie innenpolitisch autonom und akzeptierten die von den Osmanen geschlossen zwischenstaatlichen Verträge nur, wenn sie günstig für sie waren. Der Sklavenhandel spielte für die Wirtschaft der maghrebinischen Reiche eine bedeutende Rolle. Zum einen versklavten muslimische Kaperfahrer, die Barbaresken-Korsaren genannt wurden, auf ihren Raubzügen europäische Küstenbewohner und Schiffsbesatzungen. Zum anderen lief der Sklavenhandel durch die Sahara wie in den vergangenen Jahrhunderten weiter. Marokko erschütterten von 1727 bis 1745 schwere dynastische Kämpfe, doch konnte sich die herrschende Alawiden-Dynastie schließlich halten. Die Dynastie, die sich auf freigelassene Militärsklaven und nicht auf Stämme stützte, musste den lokalen Gruppen Zugeständnisse machen und sie in ihr Herrschaftssystem einbinden.

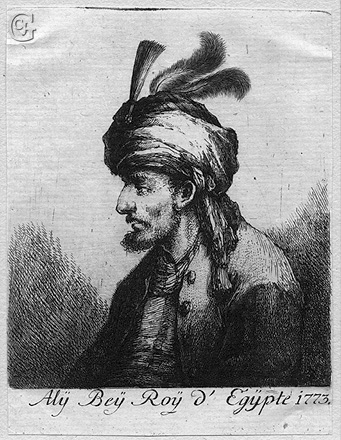
Ali Bey Bulut Kapan

Zwar wurde Ägypten formal von den osmanischen Sultanen beherrscht, doch rivalisierten die Janitscharen und Mamlukenfamilien um die tatsächliche Macht. In der zweiten Jahrhunderthälfte setzte sich der mamlukische Qazdaghi-Clan durch. Ende der 60er Jahre konnte eines seiner Mitglieder Ali Bey Bulut Kapan die Macht an sich reißen und alle anderen Rivalen um die Macht einschließlich des Sultans ausschalten. Nach dem Tod Ali Beys brach der Qazdaghi-Clan allmählich auseinander. Die dominanten Akteure veruntreuten das Staatsvermögen und pressten die Steuerzahler aus. Ein Mitte der 80er Jahre begonnener Stabilisierungsversuch durch osmanische Truppen scheiterte nach wenigen Jahren.
Bis in die 60er Jahre ging es Ägypten wirtschaftlich gut. Die Landwirtschaft entwickelte sich günstig und der Kaffeehandel warf große Gewinne ab. Zahlreiche Kaffeehäuser entstanden und mit ihnen eine säkulare Öffentlichkeit. Der nachfolgende wirtschaftliche Niedergang wurde neben den politischen Auseinandersetzungen 1783 durch den Ausbruch einer Pestepidemie verstärkt. Diese suchte nicht nur Ägypten, sondern auch ganz Nordafrika und Syrien heim und leitete auch dort mit Ausnahme von Algerien den wirtschaftlichen Niedergang ein. Im Jahr 1798 eroberten die Franzosen unter Napoleon Ägypten und blieben dort bis 1801. Mit dem Einmarsch der Franzosen begann eine Zeit militärischer Interventionen christlich europäischer Staaten im Nahen Osten, die bis heute anhält.
Afrika südlich der Sahara war in einige größere zentralistische Reiche sowie viele Kleinst- und Kleinherrschaften zersplittert. Die Siedlungstätigkeit der Europäer beschränkte sich neben den Anfängen der Binnenlandbesiedlung im südlichen Afrika auf zahlreiche Küstenforts, von denen die meisten an der Südküste Westafrikas lagen. Vom sonstigen afrikanischen Binnenland hatten die Europäer wenig Kenntnis. Ihr Einfluss auf diese Gebiete war nur indirekt.
In Westafrika handelten europäische Händler mit kleinen bis mittelgroßen Reichen, die oft zentralistisch auf einen Herrscher ausgerichtet waren. Einige Reiche erlangten im Laufe des Jahrhunderts durch zahlreiche Eroberungen ihre größte Ausdehnung. Das Aschantireich und das Königreich Oyo, das das Königreich Dahomey unter seine Kontrolle brachte, profitierten stark vom Handel mit Europäern. Dabei nahm der Sklavenhandel den größten Raum ein. Die hohe Nachfrage der Europäer brachte die lokalen Herrscher dazu, immer mehr Kriege zu führen, um die dort gemachten Kriegsgefangenen als Sklaven zu verkaufen. Ferner nahm in den Küstenstaaten die Zahl der Verurteilungen zur Sklaverei stark zu.
Die Waffen, die die Europäer gegen Sklaven tauschten, förderten die Macht der lokalen afrikanischen Eliten. Neben Waffen benötigten die Machthaber und Händler europäische Konsumgüter, wie Stoffe, um ihr wachsendes Klientennetz in Abhängigkeit zu halten. Im kleinen Maßstab dienten Sklaven auch der lokalen Wirtschaft als billige Arbeitskräfte. Doch oft war ihr Verkauf angesichts der hohen Preise auf dem Sklavenmarkt für die lokalen Machthaber und Händler attraktiver. Punktuell waren muslimische Prediger, die sich gegen die Versklavung von Muslimen wandten, erfolgreich. Bedeutender waren jedoch die europäischen Anti-Sklaverei-Bewegungen, die jedoch erst im folgenden Jahrhundert nachhaltigen Erfolg hatten. Neben dem westafrikanischen Ouidah war das westzentralafrikanische Luanda der bedeutendste Hafen Afrikas im Transatlantischen Sklavenhandel. Die eigentliche politische Macht in der portugiesischen Kolonie hatten Brasilianer und Afroportugiesen. Das nördlich gelegene zentralistisch organisierte Königreich Lunda, das das größte zentralafrikanische Reich war, beteiligte sich ebenfalls am Sklavenhandel.
Die an der ostafrikanischen Küste gelegenen Swahili-Emporien konnten die portugiesische Vorherrschaft um die Mitte des Jahrhunderts zurückdrängen. Durch Unterstützungsleistungen konnte im Gegenzug der Oman seinen Einfluss an der Küste ausbauen. Die Omaner, die mit Sansibar ein Territorium an der ostafrikanischen Küste beherrschten, betrieben den jahrhundertealten Sklavenhandel mit den muslimischen Ländern an den Nordküsten des Indischen Ozeans. Hinzu kam die Befriedigung der steigenden Nachfrage nach Sklaven durch die französischen Inseln im Indischen Ozean, auf denen zahlreiche neue Plantagen entstanden waren. So wurde der Sklavenhandel zum Jahrhundertende zu einem der bedeutendsten Handelszweige der Emporien. Der Umfang des Sklavenhandels war bedeutend kleiner als der der Westküste.
Im Süden Afrikas expandierte die Kolonie der Niederländischen Ostindien-Kompanie (VOC). Holländische und deutsche Siedler sowie deren Nachkommen fanden in der ursprünglichen Kolonie keinen Platz mehr, um eigenständig Farmen zu betreiben, und zogen immer weiter ins Landesinnere. Die sehr auf ihre eigene Unabhängigkeit bedachten Farmer nutzten importierte Sklaven und Khoisan, die ursprüngliche indigene Bevölkerung, als Arbeitskräfte. Letztere, die durch importierte Krankheiten stark dezimiert worden waren, mussten aufgrund der waffentechnischen Überlegenheit der Treckburen ihren Widerstand gegen die Landnahme aufgeben. In der heutigen südafrikanischen Provinz Ostkap führte das Vordringen der Farmer zu mehreren Grenzkriegen mit dem Volk der Xhosa, die dort Ackerbauern und Viehzüchter waren. Die Eroberung der Niederlande durch Frankreich nahmen die Briten im Jahr 1795 zum Anlass die Kapkolonie von der VOC zu erobern.

## Asien

### Osmanisches Reich

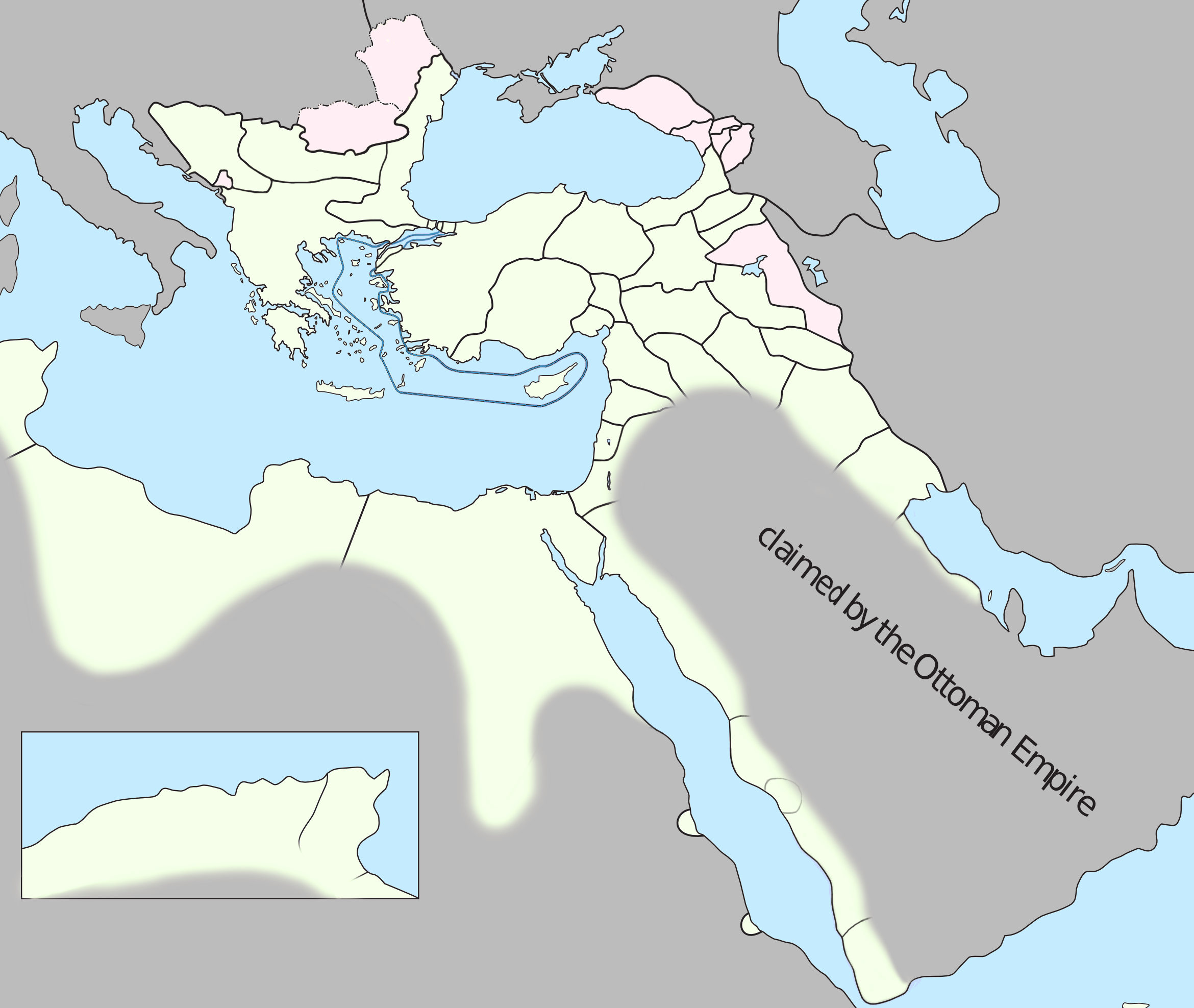
Das Osmanische Reich um 1795.

Zu Beginn des Jahrhunderts führte das Osmanische Reich mehrere Kriege mit europäischen Mächten auf dem Balkan. Mit Ausnahme der Gebiete nördlich von Donau und Save konnte es die in diesen Kriegen verlorenen Gebiete bis in die 1730er Jahre zurückgewinnen und nach Auseinandersetzungen mit Persien seine Ostgrenze 1748 festschreiben. In den kommenden Jahrzehnten waren die osmanischen Grenzen relativ stabil. In dieser Zeit versuchten die Sultane durch verstärkte diplomatische Aktivitäten in Europa ihre Interessen durchzusetzen. Innerhalb der Grenzen des Reiches schufen sich lokale Eliten semi-autonome Herrschaftsbereiche, erkannten jedoch den Sultan formal als Oberherrscher an. Dabei war Art, Stellung und Aktionsweise dieser Eliten sowie die Dauer ihrer Autonomie in den verschiedenen Reichsteilen sehr unterschiedlich. An der nordafrikanischen Küste setzten die Deys und Beys ihre relativ autonome Herrschaft des vorherigen Jahrhunderts fort. In Ägypten und Irak herrschten wechselnde Mamlukenfamilien, neben denen zeitweise osmanische Gouverneure standen, relativ autonom. Auch wenn diese Herrscher Tribute nach Istanbul sandten, war der osmanische Einfluss dort sehr beschränkt. Wie auch andere Regionalherrscher schlossen diese eigenständige Wirtschaftsvereinbarungen mit europäischen Reichen.
Im letzten Drittel des Jahrhunderts verlor das Osmanische Reich seine Territorien nördlich des Schwarzen Meeres an Russland, wobei die Sultane mit der Krim zum ersten Mal muslimisches Gebiet abgeben mussten. Das Schwarze Meer war von diesem Zeitpunkt an kein „osmanisches Binnengewässer“ mehr, sondern stand der internationalen Schifffahrt offen. Hingegen hatte Russland zu keiner Zeit die Mittel sein Griechisches Projekt, das auf die Zerschlagung des Osmanischen Reiches abzielte, umzusetzen. Sultan Selim III. nahm die Niederlagen und die zunehmende Pluralisierung des Reiches zum Anlass für stärkere Reformanstrengungen in Armee und Staat. Er zähmte die Macht der religiösen Gelehrten, indem er sie in den politischen Prozess einband, öffnete zusätzlichen Gruppen von Männern den Weg in die Zivilverwaltung und reduzierte die Zahl der Janitscharen. Als Konkurrenz zu ihnen stellte er eine neue Einheit, Nizâm-ı Cedîd, nach europäischem Vorbild auf. Zu ihrer Finanzierung erhöhte er die Steuern und zog vakante Steuerpachten ein.
Von 1720 bis 1765 stand die zunehmende Regionalisierung einem wirtschaftlichen Aufschwung in vielen Reichsteilen nicht im Wege. Die autonomen Regionen bildeten abgeschlossene Wirtschaftsräume mit eigenständigen Handelsbeziehungen nach Europa. Bis in die 1760er Jahre florierte der osmanische Handel mit Europa insbesondere mit Frankreich, dessen Kaufleuten die Osmanen weitreichende Privilegien einräumten. Gemessen am stark ansteigenden Welthandelsvolumen Westeuropas ging der relative Handelsanteil der Osmanen jedoch sehr stark zurück. In den Provinzen des östlichen Nordafrikas und Syriens trug eine 1783 ausgebrochene Pestepidemie zum wirtschaftlichen Niedergang bei.
Bis in die 1730er Jahre nahm der Hof bei Architektur, Kunst, Hofleben und Prachtentfaltung europäischer Höfe, insbesondere des französischen Hofes, ohne sie jedoch zu kopieren. Vornehme Häuser und Moscheen wurden mit Landschaftsdarstellungen statt mit Ornamenten geschmückt. Nach dieser Phase schloss sich eine Periode der Schlichtheit und Rückbesinnung auf das türkische Erbe an. Im Laufe Jahrhunderts grenzte sich eine bürgerliche Schicht klar vom Hof ab. Genauso entschieden distanzierte sie sind von den islamischen Puritanern, die unter den ärmeren Bevölkerungsschichten großen Zulauf hatten. In den 1720er Jahren kamen Druckereien auf, die neben Verwaltungsunterlagen auch Literatur druckten, jedoch zwischen 1748 und 1784 wurde der Druck von Schriftstücken wie in den vorherigen Jahrhunderten wieder verboten. Ferner eröffneten in Istanbul mehrere öffentliche Bibliotheken. Es entstand langsam und verhalten eine kritische politische Öffentlichkeit.

### West- und Zentralasien
Mitte des Jahrhunderts begann der Aufstieg der Familie Saud, die ein Emirat erreichte, das große Teile der Arabischen Halbinsel umfasste. Im Gegensatz zu früheren Emiren begründeten sie keine stammesrechtliche Konföderation, sondern eine territoriale dynastische Herrschaft. Ihr Bündnis mit Muhammad ibn ʿAbd al-Wahhāb, dem Gründer einer der radikalsten islamischen Erneuerungsbewegungen, von denen zahlreiche in der islamischen Welt entstanden waren, war eine zentrale Säule ihres Aufstiegs. Während die Familie Saud die politische Führung übernahm, übernahmen al-Wahab und seine Nachfolger die religiöse Führung. Sie predigten einen puritanischen Islam.

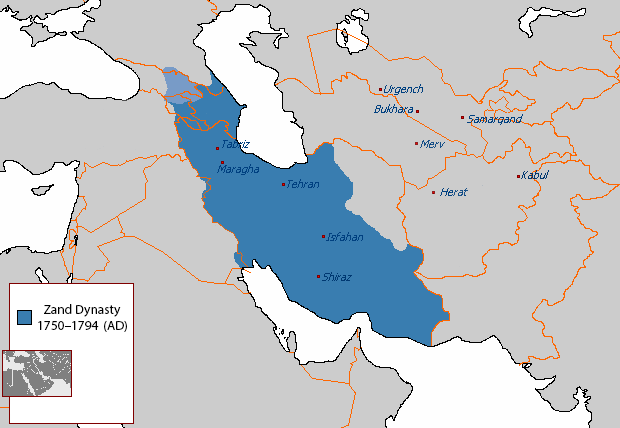
Persien unter der Zand-Dynastie

Anfang des Jahrhunderts stand die Safawiden-Dynastie durch russische und osmanische Angriffe gegen ihr persisches Reich stark unter Druck. Dies nutzten die Ghilzai-Paschtunen, die unter persischer Oberhoheit standen, aus, eroberten Persien und übernahmen den Thron des Schahs von den regierenden Safawiden. Nader, ein afscharischer Befehlshaber eines safawidischen Kronprätendenten, vertrieb die Ghilzai wieder aus Persien und ließ sich 1736 zum Schah wählen. Er distanzierte sich von der Schia, die Persien zur Safawiden-Zeit geprägt hatte. Anschließend verbot er einige schiitische Praktiken und behauptete, dass die Schia eine den sunnitischen Rechtsschulen gleichgestellte Schule sei. Ferner unternahm er Eroberungszüge nach Afghanistan, Usbekistan, Oman und Bahrein. Im Jahr 1739 plünderte er Delhi, wobei sowohl die Reichtümer der Stadt geraubt als auch ein großer Teil seiner Einwohner ermordet wurden. Die hohen Abgaben, mit denen er seine Armee finanzierte, machten den Schah bei der persischen Bevölkerung verhasst. Im Jahr 1747 wurde er von seinen Offizieren ermordet.
Seinen Tod nahm Karim Khan-e Zand zum Anlass, von seiner südpersischen Heimatregion große Teile Persiens zu erobern und die Zand-Dynastie zu gründen. Während Chorasan im Nordosten in Machtkämpfen der Afscharen versank, erlebte der Rest Persiens unter seiner Herrschaft einen Wirtschaftsaufschwung und die Rückkehr der Förderung der Schia. Unter Karim Khans schwachen Nachfolgern eroberte der konkurrierende turkmenische Stamm der Kadscharen von Nordpersien das Reich und begründete die Kadscharen-Dynastie, die Teheran zu ihrer Hauptstadt machte.
Der Tod Nadar Schahs im Jahr 1747 hinterließ auch auf dem Gebiet des heutigen Afghanistans ein Machtvakuum, das der paschtunische Stamm der Abdali nach Machtkämpfen für sich nutzen konnte. Sein Anführer Ahmad Schah Durrani errichtete das Durrani-Reich, das schnell Westafghanistan und große Teile des heutigen Pakistan umfasste. Zum Jahrhundertende zersplitterte es in zahlreiche sich bekämpfende kleine Herrschaften. Im nördlich davon gelegenen heutigen Usbekistan teilten sich die Khanate von Kokand, Khiva und Buchara die Herrschaft. Im Norden dieser transoxanischen Khanate lagen die kasachischen Khanate und Sultanate, die im Lauf des Jahrhunderts zunehmend unter russische Kontrolle gerieten. Damit begann die russische Expansion nach Zentralasien, die Russland mit Festungen und Handelsposten absicherte.

### Indischer Subkontinent

#### Politische Entwicklungen

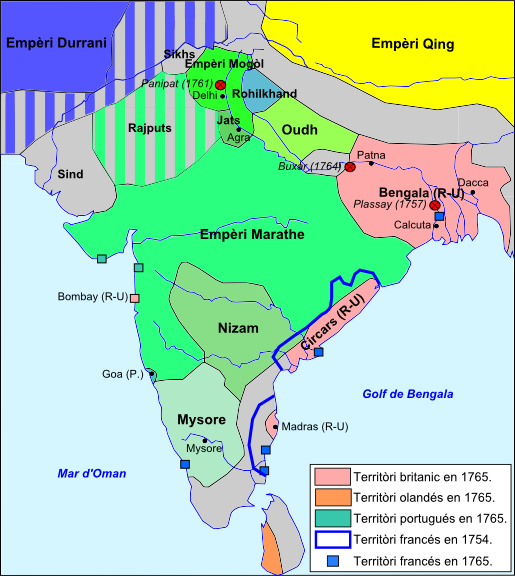
Der Indische Subkontinent im Jahr 1765

Die Dynastie der Moguln, deren Reich zu Beginn des Jahrhunderts den überwiegenden Teil des indischen Subkontinentes umfasste, verlor nach dem Tod Moguls Aurangzeb im Jahr 1707 zunehmend an Macht. Neben Erbfolgeauseinandersetzungen und Parteienkämpfen am Hof trug auch die Plünderung Delhis durch den afghanisch-persischen Nader Schah im Jahr 1739 zum Ansehensverlust und Niedergang der Moguln bei. Den Machtverlust nutzten mehrere Provinzherrscher, um in den 1720er Jahren als semi-autonome Herrscher aufzusteigen, wobei sie die Moguln als Oberherrscher formal anerkannten. Ihre Herrschaftsbereiche Avadh, Bengalen, Hyderabad und das Reich der Marathen waren wichtige Spieler im indischen Machtkampf.
Bis zur Jahrhundertmitte expandierte das Reich der Marathen unter dem Peshwa Baji Rao I. vom westlichen Dekkan bis zur Gangesebene und wurde die größte Territorialmacht Südasiens. Baji Raos Nachfolger Balaji Baji Rao widmete sich der Verwaltung des Großreiches und schaffte es, die eigentliche Macht auf sich zu konzentrierten. Im Jahr 1761 waren die Marathen auf dem Höhepunkt ihrer Macht, als sie die Raubzüge des afghanischen Durrani-Reiches in Nordindien stoppen wollten. In der Dritten Schlacht von Panipat erlitten sie jedoch gegen die Afghanen eine vernichtende Niederlage.
Im Anschluss zogen sich Marathen und Durrani aus der Machtauseinandersetzung um Nordindien weitgehend zurück. In den Folgejahren lag der Fokus der Marathen auf der Abwehr der Expansion des Mysore-Reiches an ihrer Südgrenze, die sie 1767 zum Halten brachten. Südlich des Reiches der Marathen eroberten die Militärsultane von Mysore in den 1770er und 1780er Jahren große Teile Südindiens. In den 1790er Jahren drängte die Britische Ostindien-Kompanie das Reich militärisch auf die Position eines kleinen Vasallenstaates zurück und beherrschte somit direkt und indirekt den ganzen Süden des Subkontinents.

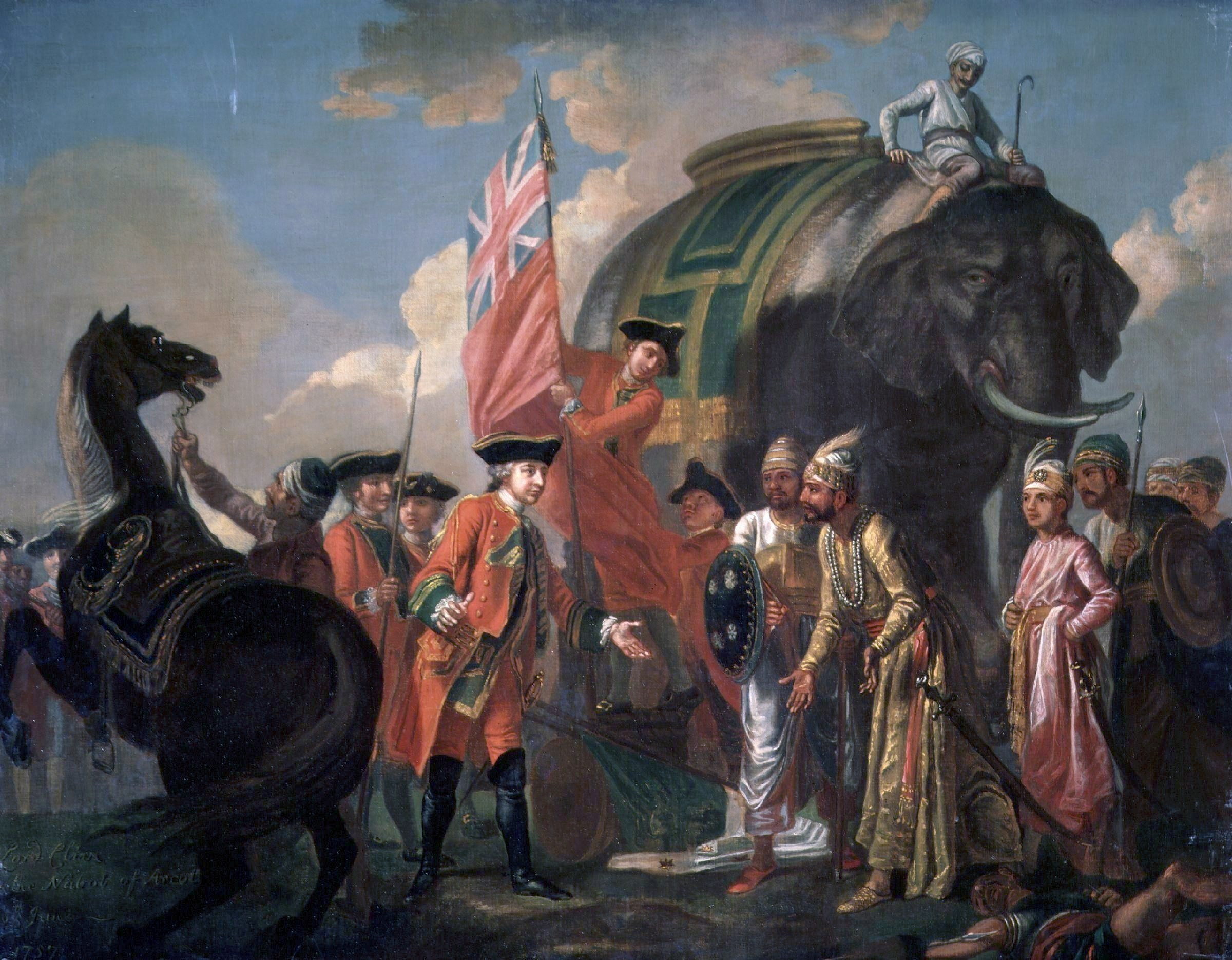
Der Sieg Robert Clives in der Schlacht bei Plassey stand am Anfang der britischen Herrschaft über Bengalen.

In der ersten Jahrhunderthälfte unterhielten die Briten, wie auch andere europäische Reiche, mit ihrer Ostindien-Kompanie an den Küsten Südasiens mehrere Handelsstützpunkte, denen das unmittelbare Land in der nahen Umgebung zugeordnet war. In den 1740er und 50er Jahren führten Franzosen und Briten einen Machtkampf, um ihren Einfluss auf dem indischen Subkontinent. Ging es zunächst noch um die europäischen Handelsniederlassungen an der Südostküste des Subkontinents, mischten sich die beiden europäischen Mächte auf unterschiedlichen Seiten in den Machtkampf indischer Mächte um die Vorherrschaft in der südöstlichen Region Karnatik ein. Am Ende der Karnatische Kriege verloren die Franzosen 1763 viele südasiatischen Gebiete und ihren Einfluss in Südasien an die britische Ostindien-Kompanie.
In den 1750er Jahren erlangte diese die Herrschaft über Bengalen im Nordosten Südasiens. Ausgangspunkt war ein Sieg über den Nawab von Bengalen, der vergeblich versuchte, Abgaben von der britischen Handelsniederlassung Kalkutta militärisch einzutreiben. Danach erlangten die Briten vom Großmogul die Diwani, die Hoheit über die zivile Verwaltung und das Recht zur Steuereintreibung in Bengalen, die sie dazu nutzten die Steuerlast der Bevölkerung zu ihrem Nutzen sehr stark zu erhöhen. Mit dem Cornwallis Code führten sie erstmals europäische Rechtsvorstellungen in Indien ein. Durch ihren militärischen Sieg über den Nawab des benachbarten Avadh und den Großmogul in der Schlacht von Baksar im Jahr 1764 sicherten sich die Briten die volle Kontrolle über Bengalen. Sie erlangten mit dem Nawab von Avadh einen mächtigen Verbündeten, wodurch sie eine bedeutende Macht in Nordindien wurden. Zum Jahrhundertende konnten sie ihn wie auch den Nizam von Hyderabad von sich abhängig machen, sodass diese Herrscher britische Truppen auf ihre Kosten auf ihren Territorien unterhalten mussten. Zuvor hatte letzter den Briten die Northern Circars zugesprochen.

#### Wirtschaft, Herrschaft und Gesellschaft
In der ersten Jahrhunderthälfte erlebte die indische Wirtschaft eine Phase der Konsolidierung und Integration, wobei die Wirtschaftsleistung durch die ausländische Nachfrage zusätzlich angeregt wurde. In wirtschaftlich starken Regionen nahm die Kommerzialisierung der Landwirtschaft zu und den Textilsektor Südindiens kennzeichnete eine zunehmende Arbeitsteilung. Mit Ausnahme der britisch kontrollierten Regionen bestimmten indische Produzenten und Kaufleute die Konditionen und Preise am Markt. Die Europäer waren eine Gruppe von Exporteuren neben Arabern, Persern und Indern. Der Niedergang bedeutender indischer Hafenstädte konnte durch andere indische Häfen kompensiert werden. Zum Jahrhundertende hatte von allen europäischen Handelsniederlassungen nur der Hafen des britischen Kalkutta eine regional dominierende Stellung erreicht.
In ihren Herrschaftsgebieten stärkten zahlreiche indische Machthaber die Verwaltungsstrukturen, indem sie das System des Mogulreiches übernahmen und dieses auf lokaler Ebene effektiv vollendeten. Diese Verwaltungsstrukturen waren eine wichtige Grundlage der späteren britischen Herrschaft. Nachdem die Britische Ostindien-Kompanie in Bengalen zur Jahrhundertmitte die politische Macht erlangt hatte, gestaltete sie die Wirtschaft nach ihren Bedürfnissen um. Die Umgestaltung traf besonders das Textilgewerbe, wobei Händler verdrängt und Produzenten von den Briten abhängig wurden. Der Steuereinzug wurde weiter zentralisiert und die Steuern erhöht. Die harten britischen Verwaltungsmaßnahmen verstärkten die Folgen der großen Hungersnot der 1770er. Die südindischen Kriege, an denen die Briten sich zunehmend beteiligten, führten ab der Mitte des Jahrhunderts zu einem längerfristigen Einbruch der Wirtschaft. Große Flucht- und Vertreibungswellen und die Verarmung breiter Bevölkerungsschichten waren Zeichen der Krise.
Für die militärischen Operationen setzten die Europäer indische Söldner ein, die sie auf einem großen militärischen Arbeitsmarkt anwarben. Geführt von europäischen Offizieren lernten sie die europäischen Kampftechniken. Die Franzosen und Briten agierten im Rahmen der in Indien tradierten Herrschaftsstrukturen. Nach den Kriegen konnten die entlassenen Truppen jedoch nicht vollständig in die indische Landwirtschaft integriert werden, wodurch der Anteil der armen Bevölkerung wuchs.
In den nördlichen Städten des Subkontinents entstanden Gruppen wohlhabender Kaufleute. Dort wuchs im Umfeld von Salons eine kleine heterogene kritische Öffentlichkeit. Indische Autoren verfassten zunehmend Werke in Hindi, Urdu und Tamil und verdrängten so die Literatur in Persischer Sprache.

### China

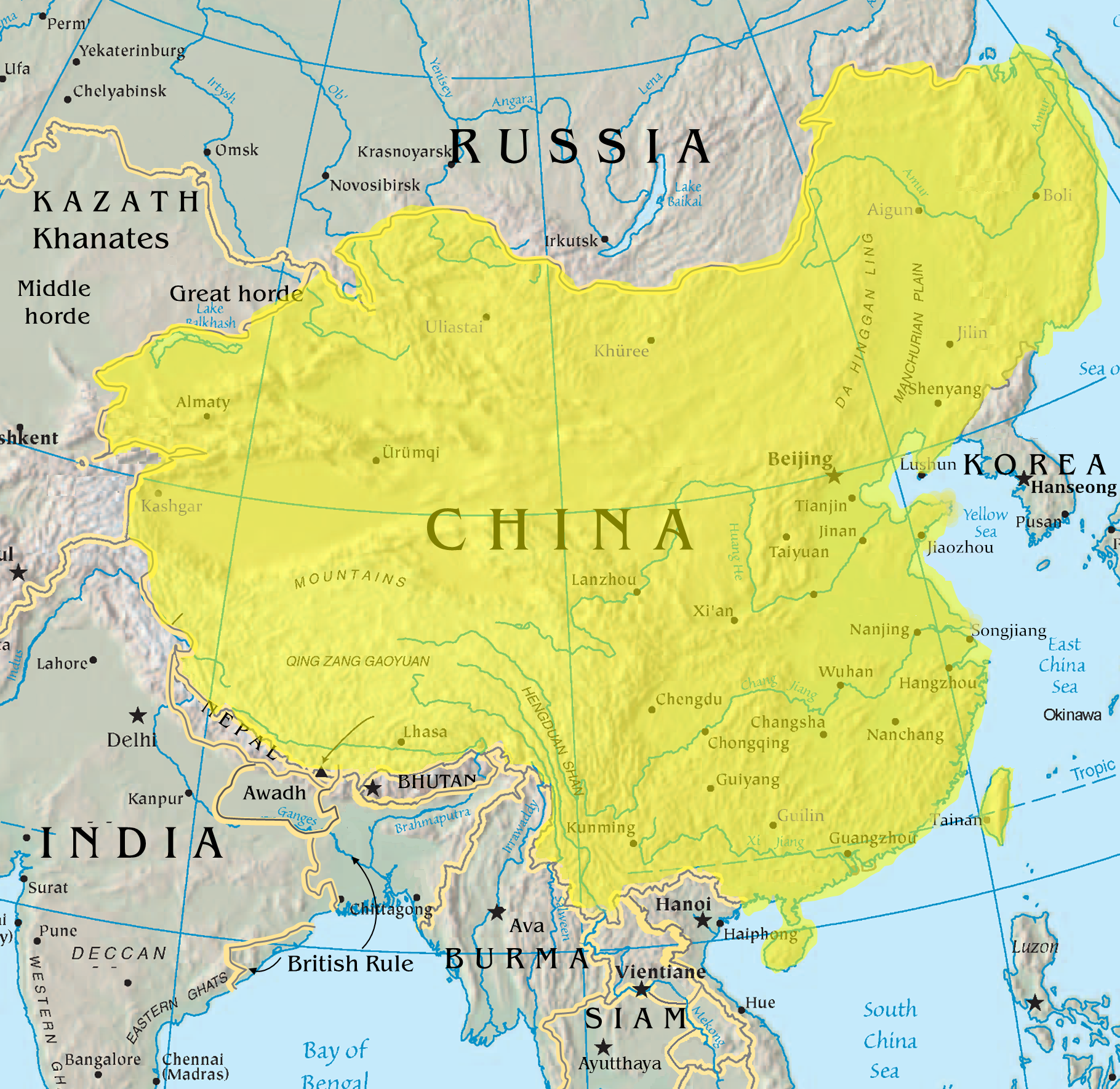
Das chinesische Kaiserreich im Jahr 1765

Das Kaiserreich China war ein Vielvölkerreich, das von der mandschurischen Qing-Dynastie regiert wurde. In der ersten Jahrhunderthälfte setzte es seinen Kampf gegen die Dsungaren um den Einfluss in Zentralasien fort. Zwar hatte Kaiser Kangxi den Dsungaren-Führer Galdan 1696 besiegt, doch sein Neffe nahm die dsungarischen Expansionsbestrebungen wieder auf. Die Dsungaren eroberten im Jahr 1717 Tibet, um sich den Einfluss auf das Zentrum des Lamaismus, dem die Mehrzahl der Mongolen anhing, zu sichern. Verbündet mit Teilen der tibetischen Elite vertrieben die Qing daraufhin die Invasoren aus Tibet, das fortan unter chinesischer Oberhoheit stand. Innenpolitisch blieb Tibet weitgehend eigenständig, wobei die Qing die religiösen Autoritäten protegierten. Nach zahlreichen weiteren Feldzügen zerschlug Kaiser Qianlong, der über 60 Jahre dieses Jahrhunderts China regierte, in den 1750er Jahren das dsungarische Reich. Damit kam das gesamte Tarimbecken unter chinesische Kontrolle und 1759 erreichte China seine größte Ausdehnung.
In diesem Jahrhundert führten Steuererleichterungen, Investitionen in die Infrastruktur, verbesserte Agrartechnik und der Anbau neuer Pflanzen aus Amerika dazu, dass sich die chinesische Bevölkerung mehr als verdoppelte und die Wirtschaft stark wuchs. Insbesondere in Chinas Südosten entwickelte sich eine spezialisierte Landwirtschaft in einem nie zuvor gekannten Ausmaß, bei der nur noch eine Minderheit der bäuerlichen Haushalte Subsistenzwirtschaft betrieb. Die Präferenz für den Anbau kommerziell lukrativer Pflanzen ging so weit, dass China schließlich das Hauptnahrungsmittel Reis importierte. Der durchschnittliche Lebensstandard der chinesischen Bauern übersteigt den ihrer französischen Berufskollegen bei weitem.
Das Bevölkerungswachstum wurde ebenfalls durch effektive Maßnahmen zur Bekämpfung von Hungersnöten unterstützt, die einen marktorientierten Einsatz von Getreidevorräten einschlossen. Die steigende Bevölkerungszahl in den Kerngebieten löste eine starke Migration in die Randgebiete des Reiches besonders in den Südwesten aus. Dort machten die Einwanderer die ursprünglich heimischen Bewohner zu Minderheiten. In der zweiten Jahrhunderthälfte standen jedoch immer weniger zusätzliche Ressourcen, wie Ackerboden, bereit, um das Bevölkerungswachstum aufzufangen. Hinzu kamen Mängel der Verwaltung. Große Korruptionsnetzwerke und unterbezahlte lokale Beamte bürdeten der Bevölkerung immer höhere Abgaben auf und minderten die staatlichen Leistungen. Insbesondere in den Randgebieten des Reiches kam es zu bewaffneten Aufständen, die nur mit Mühe niedergeschlagen wurden. Besondere Beachtung fand der Aufstand des „Weißen Lotus“.

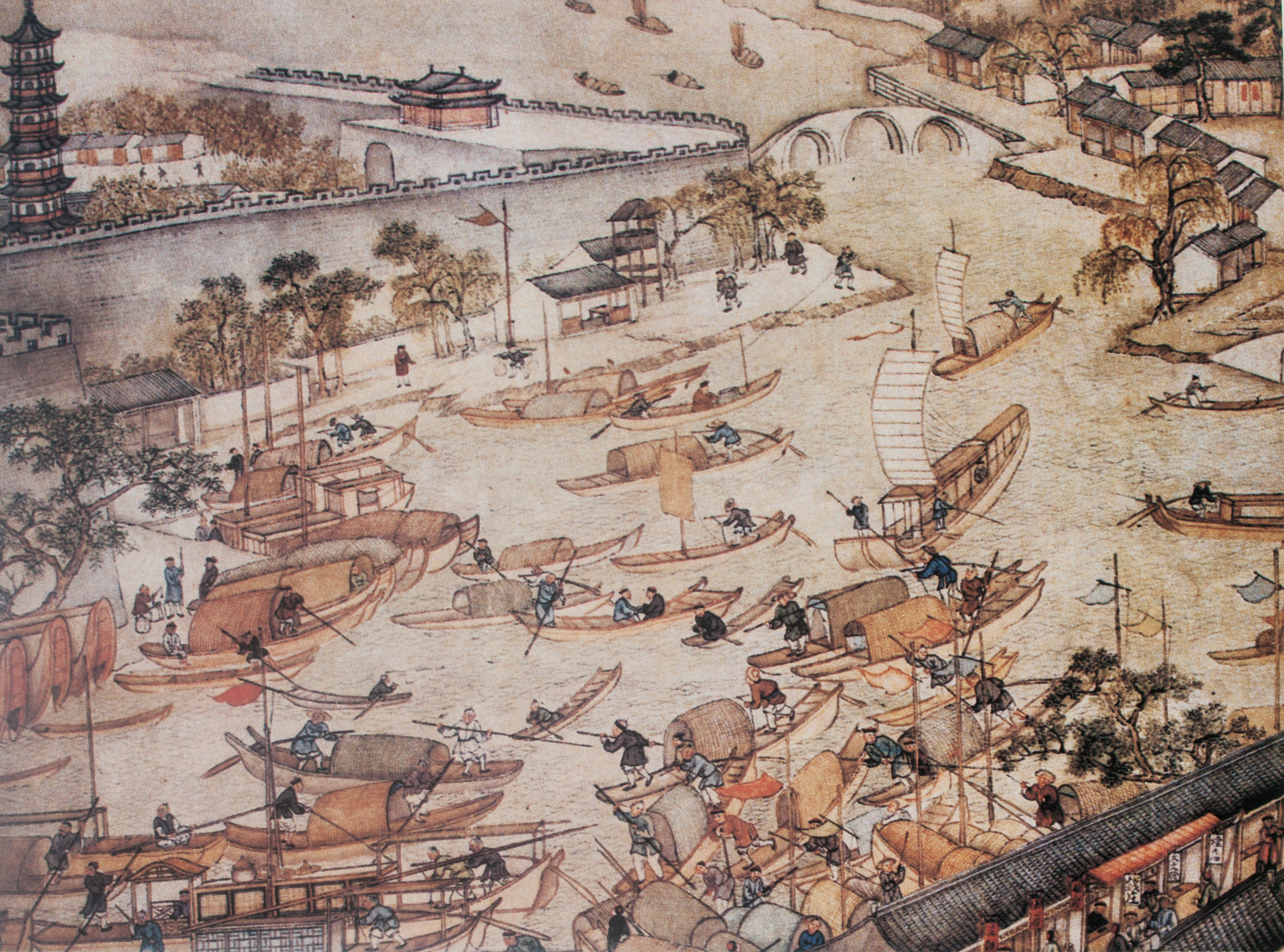
Handel auf dem Wasser, Bild von Xu Yang (18. Jahrhundert)

Im produzierenden Gewerbe stieg in einigen Regionen und Branchen die Anzahl und Größe der Manufakturen. Neben der Textilindustrie waren auch Bergbau, Porzellanherstellung und Teeverarbeitung wichtige Industrien. Bestimmte Betriebe produzierten nur für den Export. So bedienten einige Betriebe die europäische Nachfrage, die aus der Mode der Chinoiserie herrührte. China war im 18. Jahrhundert stark in den Handel mit den wirtschaftsstarken Weltregionen wie Indien, Europa und Südostasien eingebunden. Europäische Händler durften ab 1759 nur über Kanton und über lizenzierte chinesische Handelsgesellschaften Handel treiben. Hohe Zölle schmälerten stark ihren Gewinn, was zu wachsenden Spannungen führte. Die Forderungen der britischen Macartney-Mission nach einer Liberalisierung des Handels wies der Kaiser ab.
Mit dem Wirtschafts- und Bevölkerungswachstum ging auch eine starke Urbanisierung einher. Peking war die größte Stadt der Welt. Dennoch machten die Stadtbewohner nur einen geringen Anteil an der Gesamtbevölkerung aus. Die urbane Kultur, geprägt durch Handwerk, Kommerz, Schriftlichkeit, Mobilität und Öffentlichkeit, strahlte über die Städte hinaus auf das übrige Land aus. Durch die Differenzierung öffneten sich Mobilitätsräume, die Frauen mehr Raum für eigenständige wirtschaftliche Betätigung schafften. Andererseits waren die Frauen im alten China durch den jahrhundertelangen Brauch des Füßebindens in ihrer Bewegungsfreiheit stark eingeschränkt.
Die mandschurischen Qing-Kaiser regierten China autoritär. Durch das System der Palasteingaben konnten sie teilweise am hierarchischen Beamtensystem vorbeiregieren, auf das sie sich sonst stützten. Basis für die Beamtenauswahl war ein Prüfungssystem, das vor allem das Wissen im Neo-Konfuzianismus, die Staatsideologie des Kaiserreiches, abprüfte. Die Qing förderten diese Richtung des Konfuzianismus mit der Absicht, dass deren Ideen die Untertanen zur Anerkennung ihrer Herrschaft bewegen sollten, auch wenn sie Kaiser mit mandschurischer und nicht chinesischer Abstammung waren. Zum einen ließen sie die neo-konfuzianischen Lehren in der breiten Bevölkerung verbreiten, zum anderen behinderte ihre strenge Zensur abweichende Meinungen. Im Laufe des Jahrhunderts konnte eine immer größere Gruppe von Absolventen der Beamtenprüfungen keine Stelle im Beamtenapparat finden. Wenn sie nicht in der lokalen Verwaltung Beschäftigung fanden, wurden diese Männer Privatgelehrte, die durch lokale Sponsoren finanziert wurden. Sie wurden jedoch für den Hof zum Problem, da sie sich seiner Kontrolle entzogen und wichtige Texte des staatstragenden Neo-Konfuzianismus als Fälschung entlarvten. Der Hof versuchte sie mit wissenschaftlichen Projekten wieder an sich zu binden. Einige dieser Projekte sollten das Wissen des chinesischen Schrifttums der vergangenen Jahrhunderte sammeln und zusammenfassen, zum Beispiel in der Form von Enzyklopädien.

### Korea und Japan
In Korea herrschten Könige, die sich auf eine Schicht rivalisierender Adelsclans stützten. Indem die Monarchen in diesem Jahrhundert die Ämter proportional unter den Adeligen verteilten, unterbanden sie im Wesentlichen die Kämpfe zwischen den Clans. In der zweiten Jahrhunderthälfte wurde neben der Herkunft die Eignung für die Ämtervergabe wichtiger.
Im Laufe des Jahrhunderts hatte die Einführung neuer landwirtschaftlicher Techniken bei Getreide- und Reisanbau eine starke Steigerung der Erträge und Bevölkerungswachstum zur Folge. Dies führte zu einem Aufschwung des privaten Handwerks, das zum Ende des Jahrhunderts seine Gleichstellung mit den staatlichen Handwerksbetrieben erreichte. Mit steigendem wirtschaftlichem Erfolg reichte der Wohlstand einer zunehmenden Zahl von Nichtadeligen an den der Adeligen heran. Steigende Repräsentationsmöglichkeiten und Ämterkauf der Aufsteiger verringerte die Kluft zwischen Adeligen und Nichtadeligen. Das Wirtschaftswachstum ging aber durch schwankende Ernteerträge in Kombination mit Landkonzentration auch mit Hungersnöten einher. Der Unmut verarmter Bauern über die Unfähigkeit der durch Korruption geschwächten Regierung ihnen beizustehen, mündete zum Jahrhundertende in mehreren Bauernaufständen. Weitere Umbrüche gab es im intellektuellen Leben. Gelehrte wandten sich von den moralphilosophischen Werken ab und suchten konkretes Wissen zu Landwirtschaft, Geografie und Verwaltung in historischen Erfahrungsberichten.
Auch wenn Japan formal ein Kaiserreich war, hatten die Shōgune der Tokugawa-Dynastie die eigentliche Regierungsgewalt im Land inne. Sie regierten Japan von Edo, dem heutigen Tokio, weswegen diese japanische Epoche auch Edo-Zeit genannt wird. Die Lokalfürsten, Daimyōs, kontrollierten sie, indem sie ihnen regelmäßige Aufwartungspflichten in der Hauptstadt auferlegten und ein paralleles Verwaltungssystem zur Seite stellten.
Das Shogunat behielt seine Politik der restriktiven Minimierung und Regulierung der Auslandskontakte Japans aus dem vorherigen Jahrhundert im gesamten 18. Jahrhundert bei, auch als der Außenhandel einige Jahrzehnte gefördert wurde. Die wenigen Handelspartner des streng regulierten Handels waren Holländer, Chinesen und Koreaner. Das hielt die Japaner jedoch nicht davon ab, die westlichen Errungenschaften, die sie über diese Kanäle kennenlernten, zu studieren, was sie Holländische Studien nannten. Offiziell förderten die Shōgune den chinesischen Neo-Konfuzianismus nach Zhu Xi und unterdrückten alle anderen konfuzianischen Bestrebungen. Als Gegenreaktion auf diese chinesische Lehre entwickelten einige Bevölkerungsgruppen die nationale Lehre, Kokugaku, und erforschten auf der Suche nach dem ursprünglich Japanischen, die japanische Geschichte.
Wirtschaftsreformen des Shogunats, die auf Sparsamkeit, Einfuhrverringerung und Neulanderschließung setzten, trugen zur insgesamt positiven wirtschaftlichen Entwicklung bei. Neben den Kaufleuten und Handwerkern war auch die Landwirtschaft ein Motor des Wirtschaftsaufschwungs. Die Möglichkeit zunehmend für den Markt zu produzieren war ein Antrieb für die Bauern, produktiver zu arbeiten und damit ihren Lebensstandard zu steigern. Zusätzlich wurde die landwirtschaftliche Produktion durch die Erschließung neuer Flächen erhöht. Die städtischen Handwerker und Kaufleute erlangten zunehmend mehr gesellschaftlichen Einfluss. Die Verstädterung der japanischen Gesellschaft, die sich insbesondere auf die Städte Edo, Osaka und Kyoto konzentrierte, nahm in diesem Jahrhundert zu.
Ab den 1770er Jahren fühlten sich die japanischen Shōgune von den immer häufiger vor Japans Küsten gesichteten ausländischen Schiffen bedroht. Insbesondere zwischen Japan und Russland stiegen die Spannungen um die Kurilen-Inseln.

### Südostasien

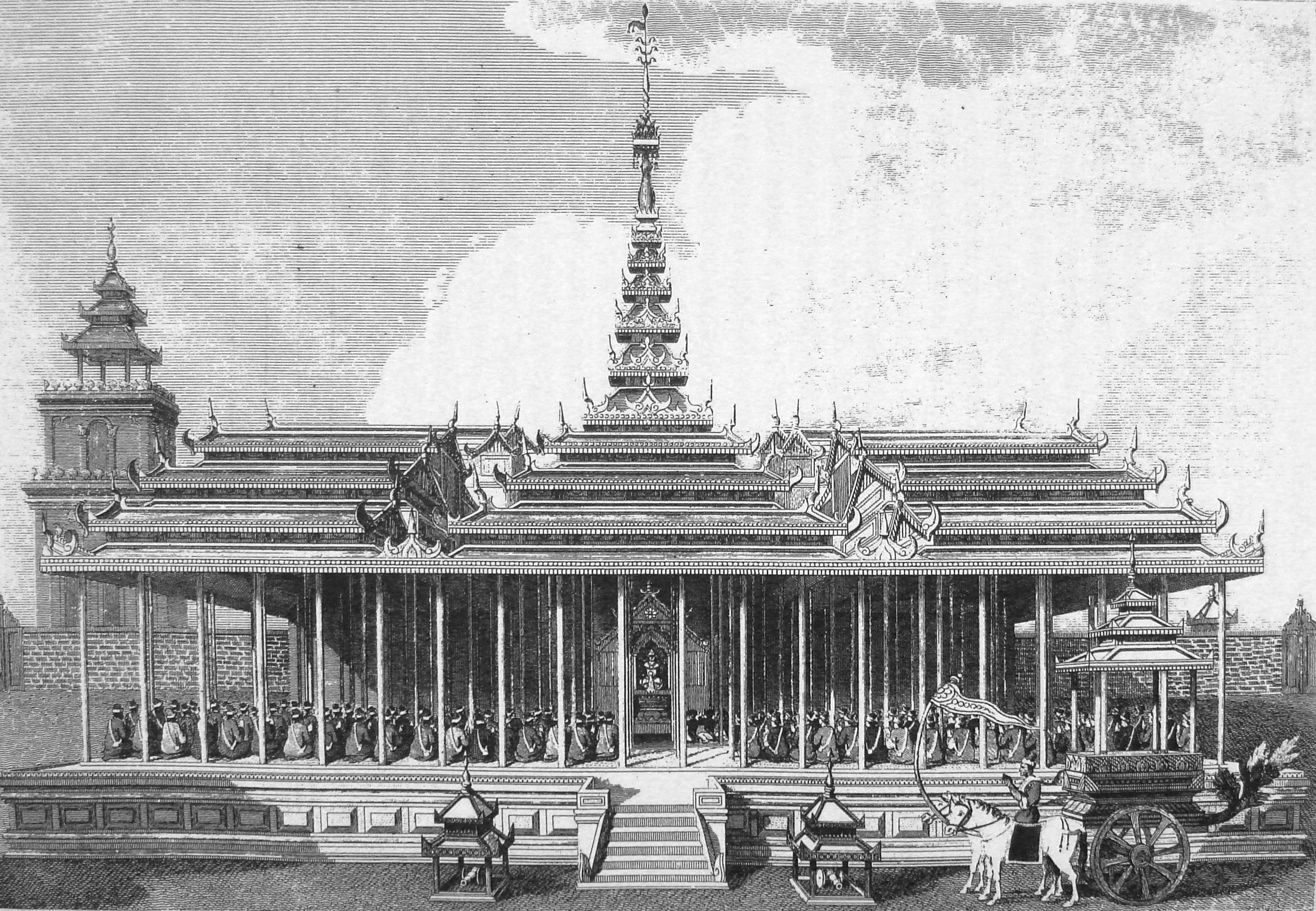
Im Jahr 1781 wurde Amarapura zur Hauptstadt Birmas.

Das südostasiatische Festland wurde geprägt von birmanischen, thailändischen und vietnamesischen Reichen. In Birma begehrten Gruppen aus Unterbirma gegen die Herrschaft der oberbirmanischen Taungu-Dynastie auf, eroberten zunächst die Macht in Unterbirma und schließlich die Hauptstadt Ava, wo sie den König töteten. Der Oberbirmane Alaungpaya vertrieb sie wieder aus der Hauptstadt und ließ sich als Begründer der Konbaung-Dynastie zum König krönen. Er eroberte in den 1750er Jahren Unterbirma zurück. Mit der Zerstörung der thailändischen Stadt Ayutthaya im Jahr 1767 durch seinen Nachfolger brach das gleichnamige thailändische Reich auseinander. In Thailand konnten sich die Birmanen jedoch nicht lange halten und mussten sich zurückziehen. Nach einem weiteren erfolglosen Feldzug gegen die Thais gelang es einem weiteren König der Dynastie, Badon Min, in den 1780er Jahren das kulturell verwandte Küstenreich Arakan, was auch in der Interessensphäre des britischen Bengalen lag, zu erobern.
Die Zerstörung Ayutthayas machte den Weg frei für die Gründung eines neuen thailändischen buddhistischen Königreichs unter Rama I. Er begründete die Chakri-Dynastie, die noch heute das Oberhaupt Thailands stellt. Verbündet mit chinesischen Kaufleuten etablierte Rama Bangkok als Hauptstadt, auf die die Machtstrukturen zentralistisch ausgerichtet waren. Mit Kriegszügen vergrößerte er sein Reich um die thailändischen Kleinkönigreiche des Nordens und brachte Teile des heutigen Laos und Kambodscha unter seine Oberherrschaft.
Mit dieser Expansion geriet das neue Reich in Konflikt mit Vietnam. Hier hatte die Nguyen aus Zentralvietnam ihr Reich in das Mekong-Delta vergrößert und begann ein modernes Reich nach chinesischem Vorbild aufzubauen. In den 1770er Jahren eroberten die Tây-Sơn-Brüder das Territorium der Nguyen und Nordvietnam. Doch in den letzten Jahren des Jahrhunderts begann ihr Niedergang.
Die Erfolge Birmas und Thailands zum Jahrhundertende erreichten ihre Herrscher, indem sie ihr Herrschaftssystem rationaler, systematischer und zentralistisch auf sie ausgerichtet gestalteten. Zu den Maßnahmen gehörten eine Landvermessung, eine Systematisierung und Verschriftlichung des Rechtssystems und die Etablierung eines rationalen Steuersystems. Diese Maßnahmen und die Zählung der Bevölkerung trugen zur Errichtung eines schlagkräftigen Heeres bei.
War das Festland mit dem buddhistischen Birma und Thailand sowie Vietnam in drei große Herrschaftsbereiche gegliedert, so waren die Herrschaftsstrukturen des südostasiatischen Archipels vielfältiger. Bis auf die katholischen spanischen Philippinen war der Archipel islamisch geprägt. Mit dem Anstieg des Schiffsverkehrs nahmen die Verbindungen der Muslime in den Nahen Osten zu, wodurch fundamentalistische Ideen nach Südostasien kamen. Auf den Philippinen war die katholische Missionierung der Mönchsorden erfolgreich, die neben der Verwaltung großen Grundbesitzes auch Infrastruktur wie Schulen und Krankenstationen betrieben. In der ersten Jahrhunderthälfte waren die Philippinen vorwiegend ein asiatischer Handelsplatz, der wirtschaftlich eng mit spanisch-amerikanischen Kolonien verwoben war. In der zweiten Jahrhunderthälfte wurde die asiatische Kolonie von einem Handelsplatz zu einem Anbaugebiet von Zuckerrohr und Tabak.

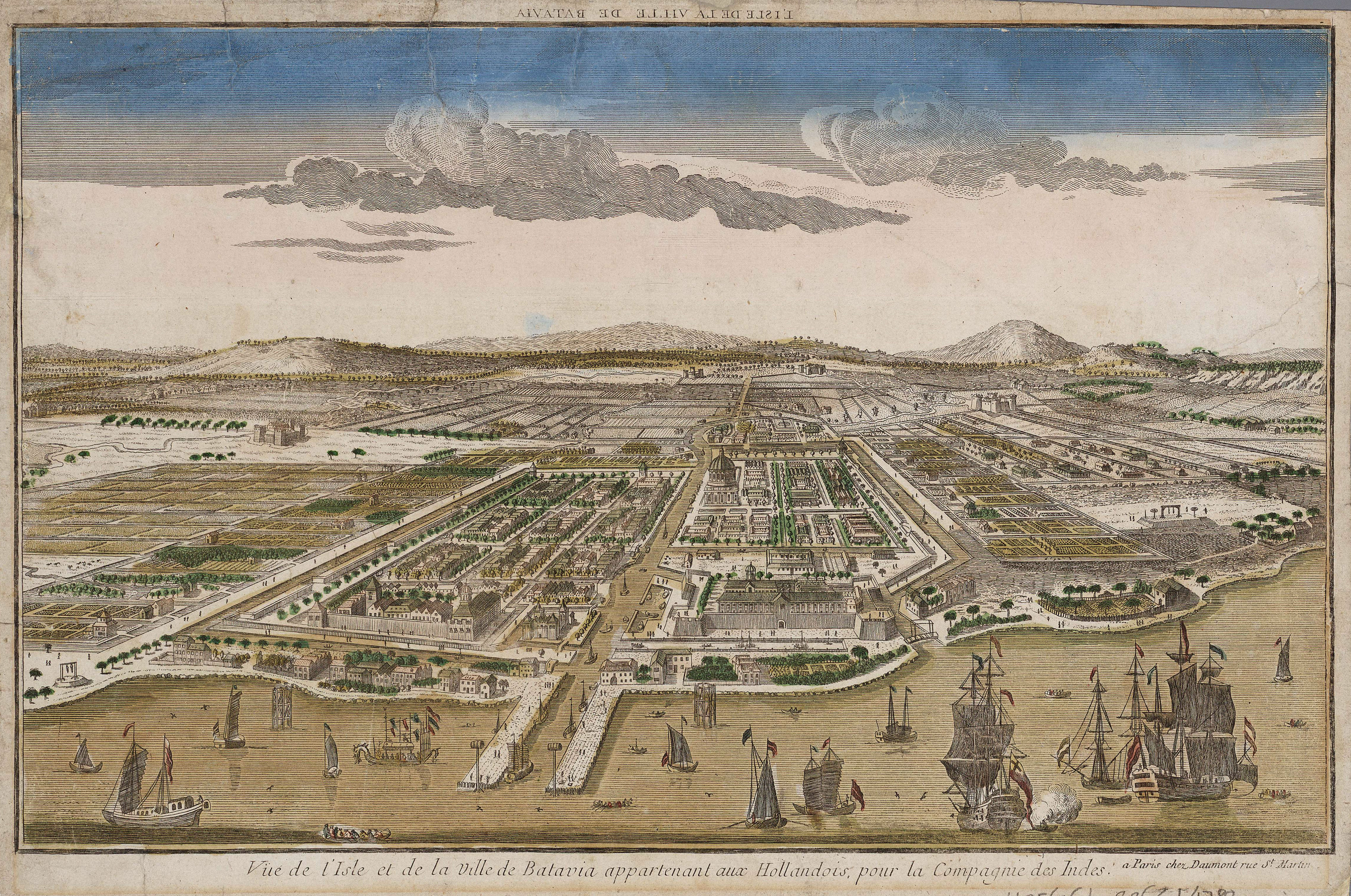
Batavia war die Hauptstadt der niederländischen Kolonien in Südostasien.

Auch die Niederländische Ostindien-Kompanie (VOC), die ihr südostasiatisches Kolonialterritorium insbesondere auf der Insel Java ausdehnte, setzte auf den Anbau von Zuckerrohr und Kaffee. Als die VOC im Jahr 1795 insolvent wurde, übernahm die niederländische Batavische Republik ihre Kolonien. Für andere Europäer war Südostasien ein Handelsplatz, den sie als Absatzmarkt und Zwischenhandelsplatz sowohl für europäische als auch asiatische Waren nutzten. Dennoch blieb der Anteil europäischer Händler am südostasiatischen Handel klein.
Vielmehr wurden die Auslandschinesen die bedeutendsten wirtschaftlichen Akteure Südostasiens. Besonders in der zweiten Jahrhunderthälfte engagierten sie sich nicht nur im Handel und der lokalen Wirtschaft, wie im malaysischen Kupferabbau, sondern ließen sich auch verstärkt nieder. Chinesische Unternehmer kauften Monopole auf den Handel und die Erzeugung bestimmter Warengruppen. Für ihre Geschäfte griffen sie stark auf chinesische Arbeitskräfte zurück, die in größeren Gruppen einwanderten. Ein Grund für diese gesteigerten Aktivitäten war, dass ihnen die chinesischen Kaiser ab 1754 die Rückführung ausländischer Vermögen nach China gestatteten. Damit war es für sie lukrativer, die steigende chinesische Nachfrage zu bedienen. Andererseits engagierten sich die Chinesen in der lokalen Politik und passten sich den lokalen Kulturen an. Neben den Chinesen profitierten auch viele kleine südostasiatische Reiche und deren Kaufleute vom Handel. So gewann die Gruppe der Bugis in diesem Jahrhundert starken Anteil am Handel und auf die Politik der südostasiatischen Reiche.

## Amerika und Ozeanien

### Nordamerika

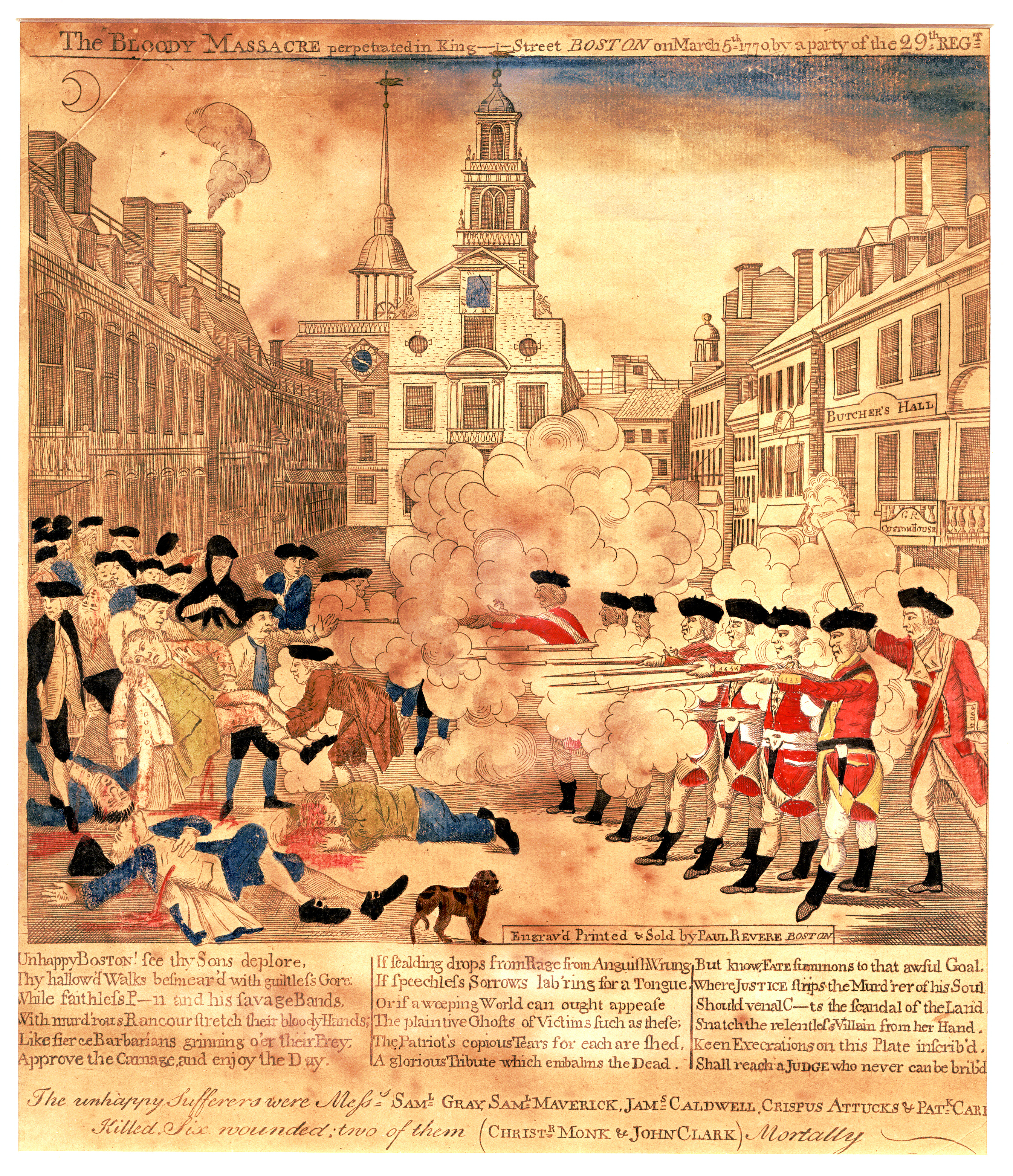
Die Propaganda über das „Massaker von Boston“ trug zum Ausbruch des Amerikanischen Unabhängigkeitskrieges bei.

Zu Beginn des Jahrhunderts teilten sich die britischen und französischen Kolonien die nordamerikanische Ostküste während Spanien Kolonien in Florida und nördlich von Mexiko hatte. Zahlreiche indigene Stämme bewohnten die größte Fläche des Kontinents westlich der Appalachen. Die 13 britischen Kolonien waren die mit Abstand am stärksten bevölkerten Regionen und ihre Bevölkerung vervielfachte sich kontinuierlich durch europäische Einwanderer. Die größten Gruppen freiwilliger europäischer Einwanderer kamen aus Großbritannien, Irland und aus dem Heiligen Römischen Reich Deutscher Nation. In einer stetigen Bewegung nach Westen kultivierten die Einwanderer zunehmend Land, das sie den Indigenen wegnahmen. Schließlich gab es kaum noch Land in der Nähe der größeren Siedlungen und von Flüssen.
Bei ihrer Expansion gerieten die britischen Siedler immer öfter mit den französischen Kolonisten und indigenen Gruppen in Konflikt. Diese Konflikte eskalierten 1754 zum Französisch-Indianischen Krieg, der in Europa zum Siebenjährigen Krieg wurde. In diesem Krieg um die Vorherrschaft in Nordamerika kämpften an beiden Seiten, vorwiegend aber auf Seite der Franzosen, indigene Stämme. Nach dem britischen Sieg mussten die Franzosen ihre Gebiete von der Ostküste bis zu den Großen Seen an Großbritannien abgeben und die am Mississippi vorübergehend Spanien überlassen.
Während die britischen Kolonisten die Londoner Regierung im vorherigen Krieg noch unterstützt hatten, nahmen die Meinungsverschiedenheiten zwischen beiden Parteien über die Siedlungsgrenze der Appalachen und über Steuer- und Zollgesetze in den folgenden Jahren zu. Ferner forderten die Kolonisten vergeblich ihre Vertretung im Londoner Parlament. Der Streit eskalierte zum Bürger- und schließlich zum Unabhängigkeitskrieg. Mit spanischer, niederländischer und französischer Unterstützung gewannen die Kolonisten ihre 1776 erklärte Unabhängigkeit, die 1783 von Großbritannien offiziell anerkannt wurde. In den Folgejahren entwickelten sie den ersten demokratischen Bundesstaat, der auf einer Verfassung basiert, die heute noch mit einigen Ergänzungen in Kraft ist. Grundlage der Verfassung waren die Ideale der Aufklärung, wie die Gewaltenteilung. Das Wahlrecht schloss jedoch große Bevölkerungsgruppen wie alle Frauen sowie Indigene und Sklaven aus.
Schon vor der Unabhängigkeit expandierte im Süden die Plantagenwirtschaft. Auf den Plantagen arbeiteten vorwiegend afrikanische Sklaven, die in großer Zahl nach Nordamerika verbracht wurden. Hingegen verboten einige nördliche Bundesstaaten die Sklaverei. Nach wie vor der Unabhängigkeit war der US-amerikanische Handel stark mit Großbritannien verwoben. Doch nach der Unabhängigkeit profitierte er nicht mehr vom Schutz der Britischen Royal Navy. Hohe Schutzgeldzahlungen an die nordafrikanischen Barbareskenstaaten waren ein Grund für die US-Amerikaner eine eigene starke Kriegsmarine aufzubauen.
Russland drang über Alaska bis nach Nordkalifornien vor. Antrieb der russischen Pioniere waren die hohen Gewinne, die sie mit Fellen der einheimischen Tiere wie Robben machten. Um die russische Expansion zu stoppen, dehnten die Spanier ihr Kolonialgebiet nach Norden aus, wo sie als nördlichste Stadt San Francisco gründeten. In den südlichen Great Plains trafen sie auf Stämme der Comanchen und Apachen, die seit dem 17. Jahrhundert von europäischen Händlern Pferde und Schusswaffen erwarben. Seit der Mitte des 18. Jahrhunderts raubten sie spanische Siedlungen in Texas und Neu-Mexiko aus und verkauften ihr Raubgut anschließend im französischen und seit 1763 spanischen Louisiana.

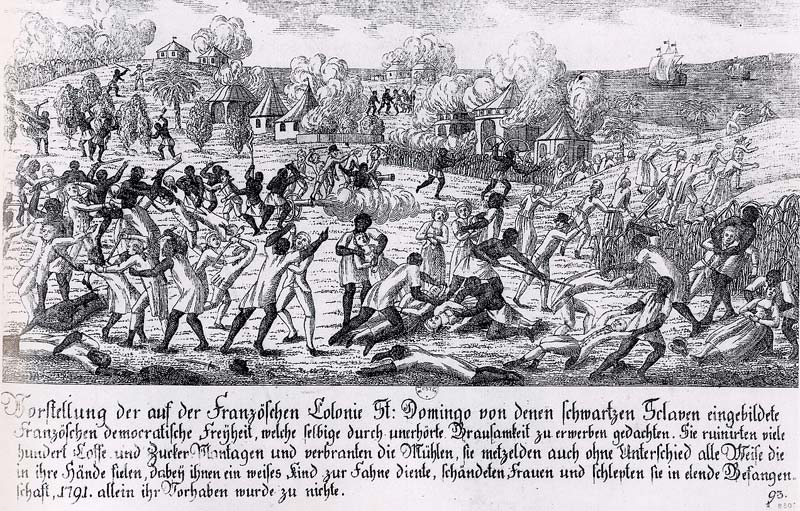
Sklavenaufstand auf Hispaniola

Die Karibik war von verschiedenen europäischen Reichen kolonisiert worden und territorial zersplittert. Wie auf dem nordamerikanischen Festland trugen die europäischen Nationen auch dort ihren Konkurrenzkampf militärisch aus. Als Ergebnis der kriegerischen Auseinandersetzungen wechselten einige Territorien ihren Besitzer. Nachdem die karibische Piraterie in den ersten Jahrzehnten des Jahrhunderts ihr Goldenes Zeitalter erlebt hatte, wurde sie durch massive Verfolgungen der europäischen Mächte in der Karibik bedeutungslos.
Auf den karibischen Inseln förderten die Kolonialmächte den Anbau von Zuckerrohr, das mit einer stetig optimierten Plantagenwirtschaft in zunehmend größeren Mengen angebaut wurde. Wenige große Plantagen verdrängten viele kleinere Plantagen. Das karibische Zuckerrohr war für die Europäer das bei weitem wichtige Exportgut aus ihren Kolonien. Der Einsatz einer rapide zunehmenden Zahl afrikanischer Sklaven als billige Arbeitskräfte machte nicht nur die Plantagenwirtschaft für die Europäer besonders lukrativ, sondern ermöglichte erst das sehr starke Wachstum der Zuckerproduktion. Aufgrund der harten Arbeitsbedingungen starben viele Sklaven, die in der weit überwiegenden Zahl Männer waren. Einige Gruppen geflohener Sklaven gründeten auf abgelegenen Teilen der Inseln mehrere Siedlungen. In den 1790er Jahren eroberten ehemalige Sklaven die Herrschaft über einen Teil der Insel Hispaniola, was Haitianische Revolution genannt wird. Sie legten damit die Grundlagen für den ersten unabhängigen karibischen Staat, das 1804 gegründete Haiti.

### Lateinamerika

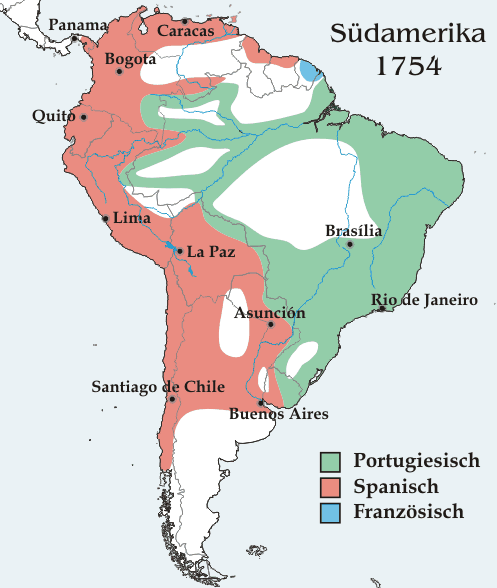
Südamerika im Jahr 1754

Mittelamerika und das westliche Südamerika gehörten im 18. Jahrhundert zum Spanischen Kolonialreich, während das rivalisierende Portugal den südamerikanischen Osten und das Amazonasgebiet zu seinen Kolonien zählte. Portugal, die zweite große Kolonialmacht des Kontinents, dehnte sein Kolonialgebiet im Laufe des Jahrhunderts viel weiter nach Westen aus als im Vertrag von Tordesillas von 1494 mit den Spaniern vereinbart wurde. Die Expansion hatte zahlreiche Grenzkonflikte zur Folge, die im Vertrag von Madrid des Jahres 1750 vorläufig beigelegt wurden. Dieser Vertrag, in dem Spanien Portugal viel größere Kolonialgebiete zugestand als 1494, konnte nicht alle Grenzkonflikte beilegen, was erst 1777 im Vertrag von San Ildefonso gelang. Beide Verträge beeinflussten die Grenzverläufe im heutigen Südamerika.
Die Könige von Portugal und Spanien entschieden zentral über wichtige Posten und Gesetze in den Kolonien, wo sie sich durch einen bzw. mehrere Vizekönige vertreten ließen. In der ersten Jahrhunderthälfte hatten die Kreolen, die Nachfahren spanischer Einwanderer, durch Ämterkauf und Korruption Zugang zu den höchsten Ämtern in den Kolonien. Die Distanz zum Mutterland und die Unkenntnis der Europäer über die lokalen Verhältnisse gaben ihnen einen großen Gestaltungsspielraum. In der zweiten Jahrhunderthälfte strebte die spanische Krone nach mehr Kontrolle und höheren Steuereinnahmen aus den Kolonien. Sie teilte das Vizekönigreich Peru in mehrere Vizekönigreiche und führte analog zum Mutterland ein System von oberen Verwaltungsbeamten, Intendanten, die direkt dem König unterstanden, ein. Eine wichtige Stütze der spanischen Herrschaft blieb die katholische Kirche, die eine eigene Verwaltung unterhielt. Durch die Verwaltungsreformen der Krone, insbesondere durch die Einstellung des Ämterverkaufs, wurden Kreolen, die einen großen Teil der Verwaltungsposten besetzten, von europäisch-stämmigen Amtsinhabern in zahlreichen Schlüsselpositionen zurückgedrängt. Ähnliche Verwaltungsreformen führte Portugal durch, wobei sich die Macht stärker in der neuen Hauptstadt Rio de Janeiro konzentrierte.
Zur Herrschaftsintensivierung führte die spanische Krone zahlreiche staatliche Initiativen durch, um mehr Wissen über die Kolonien und ihre lokalen Eigenheiten zu erlangen. Eine weitere Wissensquelle waren die von Missionaren verfassten Landesbeschreibungen. Zusätzlich öffneten die südamerikanischen Kolonialherren ihr Gebiet für ausländische Naturforscher. Daraufhin finanzierten einige ausländische wissenschaftliche Akademien Expeditionen in entlegene Gebiete Südamerikas, wie das Amazonasbecken. Durch regelmäßige Postschiffe zwischen Spanien und Amerika wurde der Informationsaustausch verbessert. Angeregt durch die Aufklärung strebten auch die amerikanischen Eliten nach mehr Wissen, waren jedoch mit einer zunehmend abschätzigen Sicht europäischer Aufklärer auf Amerika konfrontiert. Dennoch entwickelten sie Stolz auf den eigenen Kontinent, der durch das erworbene Wissen aus der Anteilnahme an den naturwissenschaftlichen Expeditionen genährt wurde.
Die südamerikanische Wirtschaft wuchs einerseits durch Bevölkerungswachstum und anderseits durch den Export von Silber. Dabei löste Mexiko mit seinen Silberminen Peru als wichtigstes Minengebiet ab. Durch den stark ansteigenden Bedarf der Weltwirtschaft nach Zahlungsmitteln blieb der Silberpreis trotz starker Mengenausweitung auf einem sehr ertragreichen Niveau. Weitere Einnahmequellen der spanischen Krone und südamerikanischen Verwaltung waren Steuereinnahmen, die sowohl aufgrund des Wirtschaftsaufschwungs als auch aufgrund höherer Steuersätze wuchsen. Ferner trug das Monopol auf Tabak, der sowohl auf Kuba als auch in Mexiko in großen Mengen angebaut wurde, zu den Einnahmen bei. Der südamerikanische Handel, der der ertragreichste Sektor der südamerikanischen Wirtschaft war, war mit Schmuggel eng verknüpft und konnte kaum von der spanischen Kolonialmacht kontrolliert werden. Die Plantagenwirtschaft, die den Anbau effektiver machte, wurde für die lateinamerikanische Wirtschaft zunehmend bedeutender. In Brasilien dehnten sich vor allem die Zuckerrohrplantagen aus. Die Arbeit afrikanischer Sklaven, von denen in diesem Jahrhundert mehr als 6 Millionen nach Amerika verschleppt wurden, machte die Plantagen lukrativ.
Die Gesellschaft der spanischen Kolonien war stark hierarchisch nach der ethnischen Herkunft der Menschen geschichtet. Während die Europäer und Kreolen die Elite stellten, standen die afrikanischen Sklaven am unteren Ende der gesellschaftlichen Skala. Darüber hinaus wurden die starken Unterschiede zwischen Arm und Reich in diesem Jahrhundert noch größer. Die Steuerreformen der Kolonialmächte trafen vor allem die mittleren und ärmeren Schichten. Zusammen mit anderen sozioökonomischen Umbrüchen waren diese Belastungen Anlass für lokale Revolten, von denen der Aufstand Tupaq Amaru II. der Jahre 1780/81 der heftigste war. Zwar konnte die spanische Kolonialmacht alle Aufstände militärisch niederschlagen, doch nur zum Preis hoher Belastungen des Staatsbudgets.

### Ozeanien
Mitte des Jahrhunderts begann ein Weltlauf zwischen Engländern und Franzosen um die Dominanz im Pazifischen Ozean. Ging es vor diesem Zeitpunkt den Europäern hauptsächlich um die Erkundung einer optimalen Strecke von Amerika nach Asien, erkundete die neue Welle von Entdeckern, von denen James Cook der Berühmteste ist, den Pazifik systematisch. Eines ihrer großen Ziele war die Suche nach einem vermuteten großen Südkontinent, Terra Australis, der sich jedoch als Illusion herausstellte. Vielmehr begannen die Briten Australien und Neuseeland zu kartografieren und als Siedlungskolonie zu kolonisieren, die sie schnell kolonisieren wollten, um den Franzosen zuvorzukommen. Zur schnellen Kolonisation schiffte Großbritannien Insassen seiner überfüllten Gefängnisse nach Australien aus.